# Planète mineure
Ne pas confondre avec planète naine.

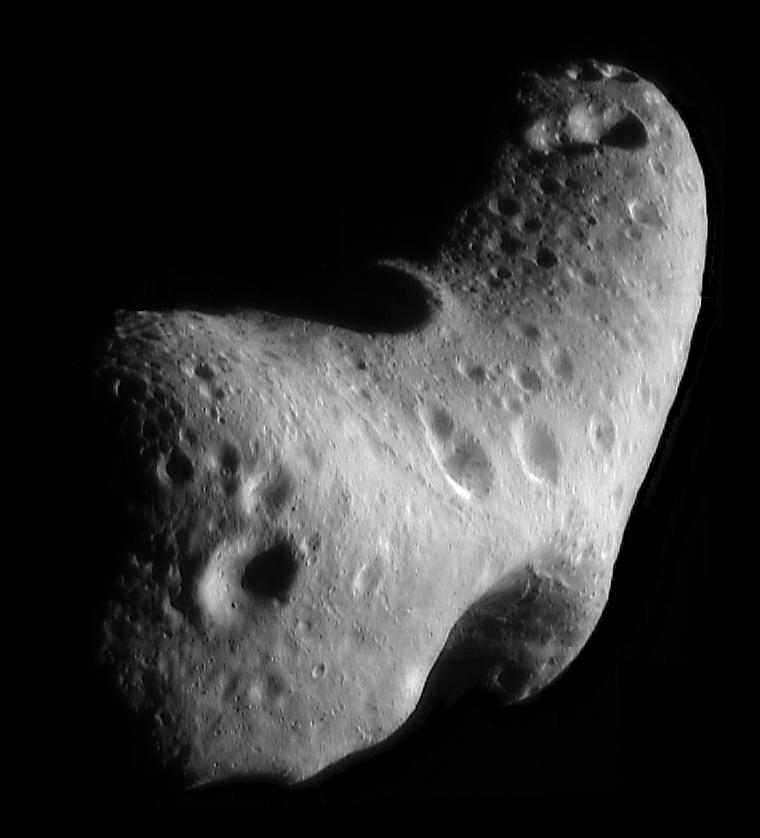
(433) Éros, astéroïde géocroiseur (sonde NEAR Shoemaker, 2000).

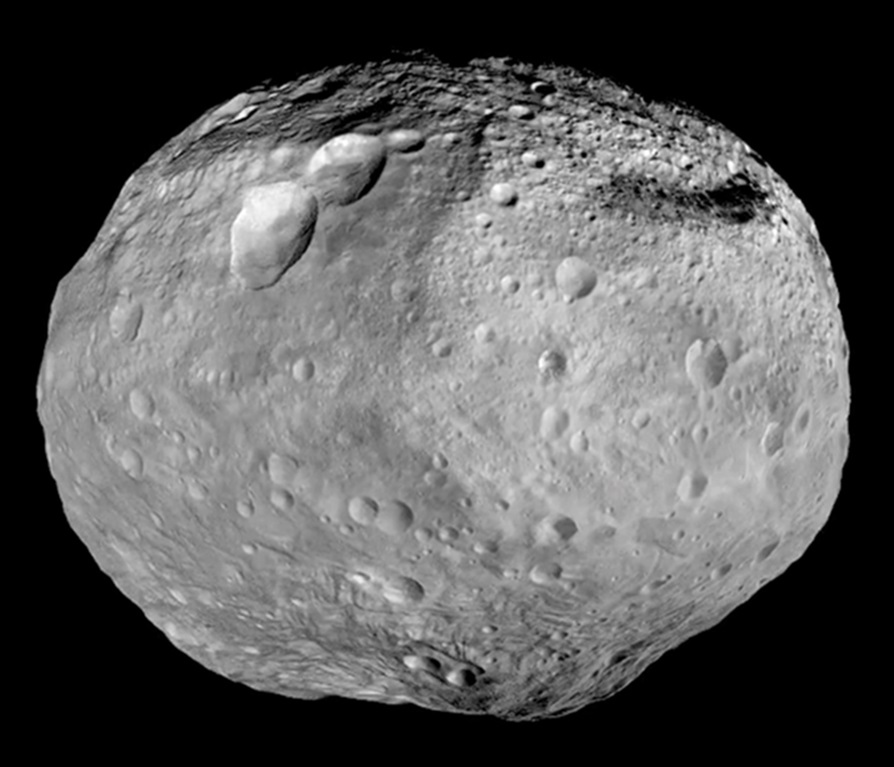
(4) Vesta, grand astéroïde de la ceinture principale (sonde Dawn, 2011-2012).

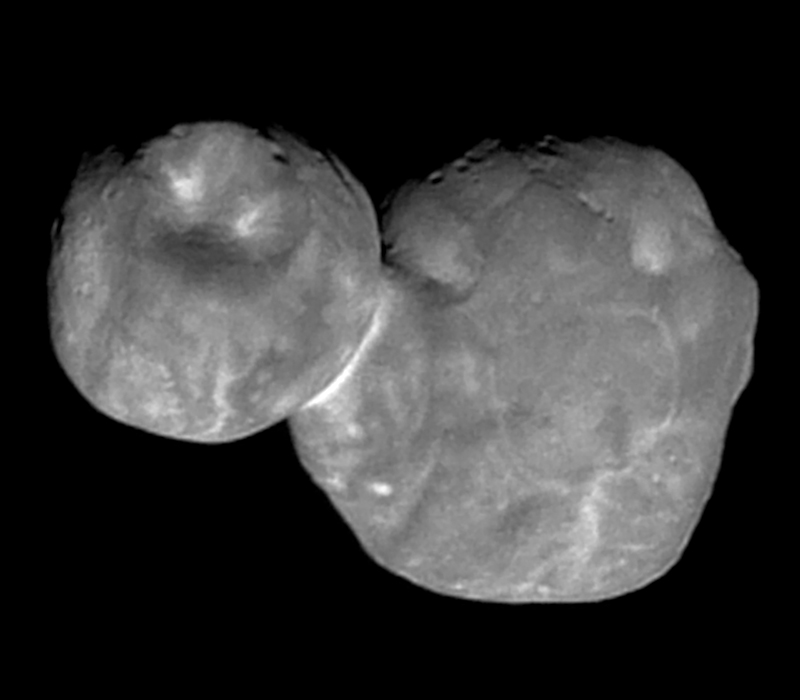
, objet de la ceinture de Kuiper (sonde New Horizons, 2019).

Une planète mineure, ou petite planète, est un objet gravitant autour du Soleil mais ne répondant pas aux critères de définition d’une planète au sens de l’Union astronomique internationale (ce qui les distingue des 8 planètes) et ne présentant pas d’activité cométaire (ce qui les distingue des comètes). Concernant ce dernier point, on peut noter que quelques objets sont référencés à la fois comme planète mineure et comme comète, du fait de propriétés intermédiaires.
Suivant le contexte, le concept est parfois élargi à d’autres systèmes planétaires, voire aux objets interstellaires interprétés comme d’anciennes planètes mineures ayant été éjectées d’un système planétaire.
La notion de planète mineure est la notion générique pour parler des planètes naines, astéroïdes, centaures, objets transneptuniens, objets du nuage d'Oort, etc. Elle entretient également des liens étroits avec celles de petit corps, de planétoïde ou encore de météoroïde. Les frontières entre ces différentes notions varient suivant les usages. Voir section Terminologie.
La répartition des planètes mineures au sein du Système solaire n’est pas homogène et s’étudie à travers la notion de groupe de planètes mineures. L'existence de ces groupes découle de phénomènes dynamiques (actuels ou passés) dont notamment des phénomènes de résonance avec les planètes du Système solaire à l'origine de zones de stabilité ou au contraire d'instabilité. La notion de famille décrit elle aussi des ensembles d’objets partageant des propriétés orbitales voisines mais interprétés comme résultant de la fragmentation d'un objet antérieur à la suite d'une collision.
Le Centre des planètes mineures (MPC) est l’organisme officiel chargé par l’Union astronomique internationale (UAI) de centraliser les informations relatives aux observations, référencer les nouveaux objets et administrer leurs désignations provisoires ou définitives.
Au 1er mars 2025, le MPC recense 1 439 568 planètes mineures dont 773 916 numérotées. À cette même date, le groupe de travail sur la nomenclature des petits corps recense 24 836 planètes mineures nommées.

## Terminologie et frontière du concept de planète mineure

### Planète mineure / planétoïde / astéroïde
Les termes astéroïde, planétoïde et planète mineure sont très proches. Ils ont longtemps cohabité comme différentes alternatives pour désigner les mêmes objets. Les usages ont toutefois évolué au fur et à mesure des découvertes montrant la diversité de ces « petites planètes ».
Le terme « astéroïde » est apparu au début du XIXe siècle et renvoie à l'aspect étoilé des astéroïdes observés au télescope. Il est longtemps resté le terme d'usage le plus courant pour désigner l'ensemble des « petites planètes ». Un usage de plus en plus courant vise à donner ce rôle chapeau au terme « planète mineure » et à distinguer astéroïdes et objets transneptuniens (voir section Astéroïdes et objets transneptuniens).
Le terme « planétoïde » est apparu à la fin du XIXe siècle comme alternative au terme astéroïde mais est toujours resté d'usage moins fréquent. On le rencontre aujourd'hui soit comme synonyme de planète mineure, soit pour désigner de manière informelle les planètes mineures de grande taille (usage toutefois concurrencé depuis 2006 par l'introduction du concept plus précis de planète naine).
Le terme « planète mineure » est d'usage ancien mais a surtout pris de l'importance à la suite de la création en 1947 du Centre des planètes mineures, organisme officiel dépendant de l'Union astronomique internationale. C'est le mieux « normé » des trois dans le sens où son usage suit celui de cette institution. Il tend à devenir le terme générique pour permettre une distinction entre astéroïdes et objets transneptuniens.

### Astéroïdes et objets transneptuniens
Jusque dans les années 1980, tous les astéroïdes découverts gravitaient dans la ceinture principale ou dans des zones voisines (géocroiseurs, troyens de Jupiter, quelques centaures). La notion d'astéroïde était donc relativement univoque. Les découvertes de nouveaux centaures puis surtout, à partir des années 1990, d'objets transneptuniens toujours plus nombreux et plus lointains, sont venues bousculer la notion d'astéroïde. Deux usages sont progressivement entrés en concurrence et continuent de coexister :
- soit astéroïde reste un terme générique désignant tous les corps gravitant autour du Soleil et qui ne sont ni des planètes ni des comètes : astéroïde et planète mineure sont alors synonymes et les objets transneptuniens constituent une sous-classe d'astéroïdes ;
- soit astéroïde et objet transneptunien deviennent deux classes bien distinctes, l'une pour parler des objets internes au Système solaire (notamment ceinture principale, troyens de Jupiter, géocroiseurs), l'autre pour parler des objets externes (notamment ceinture de Kuiper, objets épars et détachés, hypothétiques nuages de Hills et d'Oort).

Diagramme d'Euler illustrant les relations entre les différents types d'objets du Système solaire.

À ce jour, aucune définition officielle ne vient trancher entre ces deux options. On constate toutefois que la deuxième tend progressivement à s'imposer, de même que le recours de plus en plus fréquent au terme « objet ». La cohabitation des deux usages peut être illustrée à travers les deux principales bases de données publiques sur le sujet : celle gérée par le Jet Propulsion Laboratory utilise la première option, alors que celle gérée par le Centre des planètes mineures utilise la deuxième.

### Planète mineure / planète naine / petit corps du Système solaire

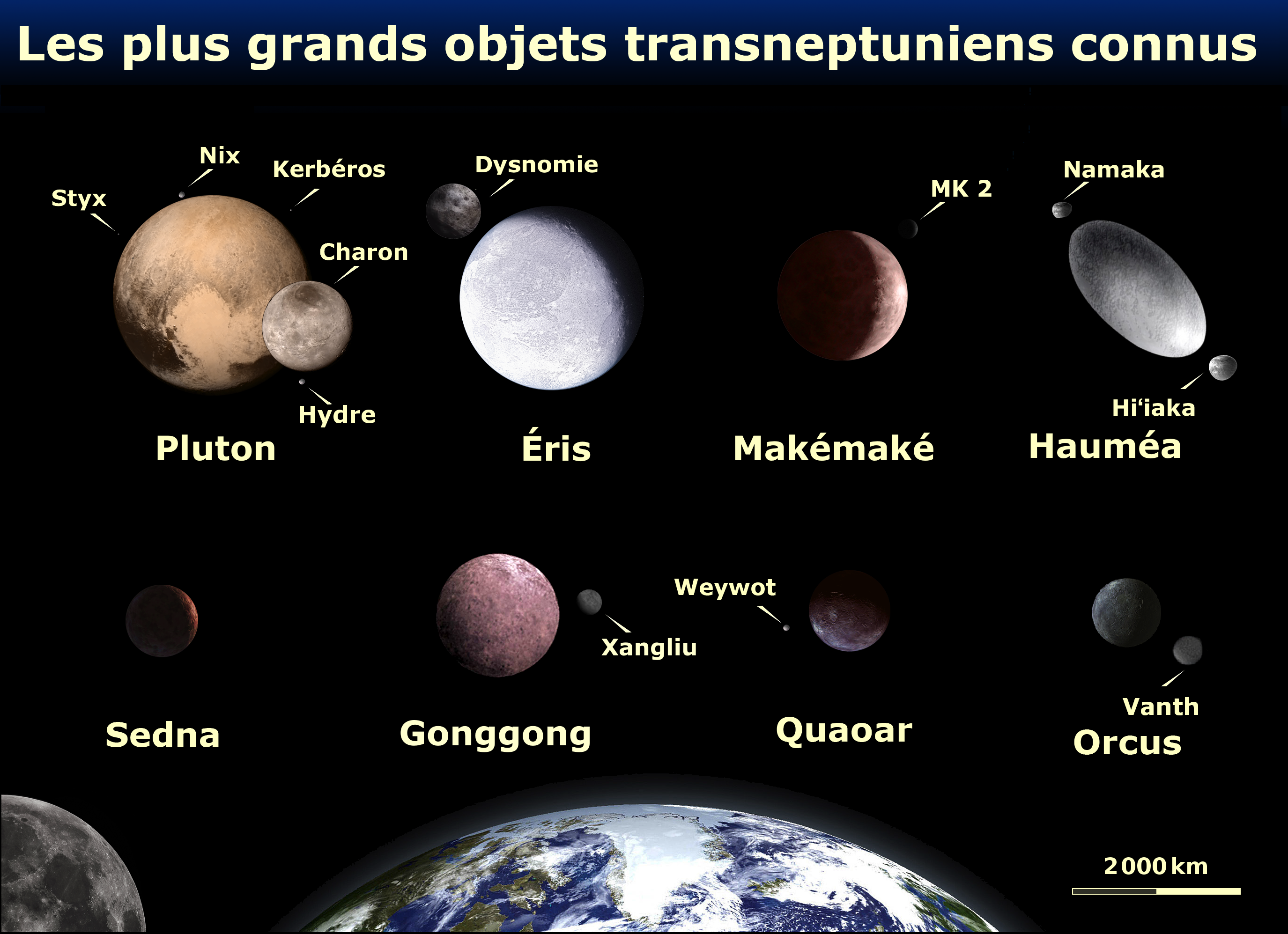
Tailles comparées de la Terre et des grands objets transneptuniens (avec leurs satellites).

Hormis Cérès (diamètre d’environ 1 000 km), tous les astéroïdes découverts aux XIXe et XXe siècles ont un diamètre inférieur à 600 km et donc clairement inférieur à ceux de Mercure (4 880 km) ou de Pluton, alors considérée comme neuvième planète (2 375 km). Les choses changent subitement entre 2002 et 2005 avec les découvertes successives de plusieurs objets transneptuniens de diamètres approchant ou dépassant 1 000 km. Le plus gros d’entre eux, (136199) Éris, possède une taille comparable à celle de Pluton. Cela conduit l’Union astronomique internationale à clarifier en 2006 la distinction entre planètes, planètes naines et petits corps. Le critère retenu n’est pas un critère de taille. Une planète vérifie deux critères : elle est en équilibre hydrostatique de forme presque sphérique (éventuellement ellipsoïdale du fait de sa rotation) et elle a nettoyé le voisinage de son orbite. Une planète naine vérifie le premier critère mais pas le second. Un petit corps ne respecte pas le premier critère (et a priori pas le second non plus).
Deux situations peuvent être distinguées suivant la zone du Système solaire étudiée.

#### Système solaire interne (jusqu'à Jupiter)
À quelques rares exceptions près, les objets de cette zone présentent les caractéristiques typiques des astéroïdes : diamètre inférieur à 200 km, forme irrégulière caractérisant les petits corps, composition interne non différenciée, absence d'atmosphère… La principale exception est (1) Cérès (diamètre d'environ 1 000 km), reconnue planète naine en 2006. Outre sa forme en équilibre hydrostatique, elle possède une composition interne différenciée et une fine atmosphère de vapeur d'eau. (2) Pallas, (4) Vesta et (10) Hygie sont les plus gros astéroïdes de cette zone après Cérès (diamètres compris entre 400 et 550 km). Ils n'ont pas acquis le statut de planète naine mais peuvent présenter des propriétés intermédiaires (forme partiellement hydrostatique, début de différenciation…).

#### Système solaire externe (au-delà de Jupiter)
Quatre objets transneptuniens sont officiellement reconnus comme planètes naines : Pluton, Éris, Makémaké et Hauméa. D'autres objets respectent probablement les critères pour être considérés comme tels. Des études ont montré que leur nombre pourrait atteindre plusieurs centaines parmi les objets transneptuniens, l'équilibre hydrostatique étant susceptible d'être atteint, dans le cas de corps glacés, pour des diamètres inférieurs à 500 km.

### Planètes mineures et météoroïdes
Les définitions usuelles (que ce soit pour astéroïde, planète mineure ou petit corps) ne donnent pas de limite inférieure de taille. En particulier, la définition donnée en 2006 par l'Union astronomique internationale pour la notion de petit corps ne dit rien sur ce point. Cette limite résulte donc, en pratique, de la limite de détection des planètes mineures progressivement référencées par le Centre des planètes mineures. Cette limite est aujourd'hui de l'ordre du mètre pour les astéroïdes géocroiseurs. 2011 CQ1 est un exemple d'objet d'environ 1 mètre de diamètre détecté lors de son passage à proximité de la Terre et référencé comme planète mineure.
Parallèlement, la commission de l'Union astronomique internationale chargée de l'étude des météores et météorites a précisé en 1961 la notion de météoroïde. Ce terme (introduit au XIXe siècle) désigne les objets ayant une taille comparable à ceux générant des étoiles filantes ou des bolides lorsqu'ils rentrent dans l'atmosphère. La définition a été revue en 2017, entre autres du fait de l'évolution des limites de détection des astéroïdes. Selon cette définition, un météoroïde est un corps de taille comprise approximativement entre 30 micromètres et 1 mètre. Cela conduit indirectement à proposer 1 mètre comme taille limite pour les planètes mineures. En dessous de 30 micromètres, on parle de poussières.

### Planètes mineures et comètes

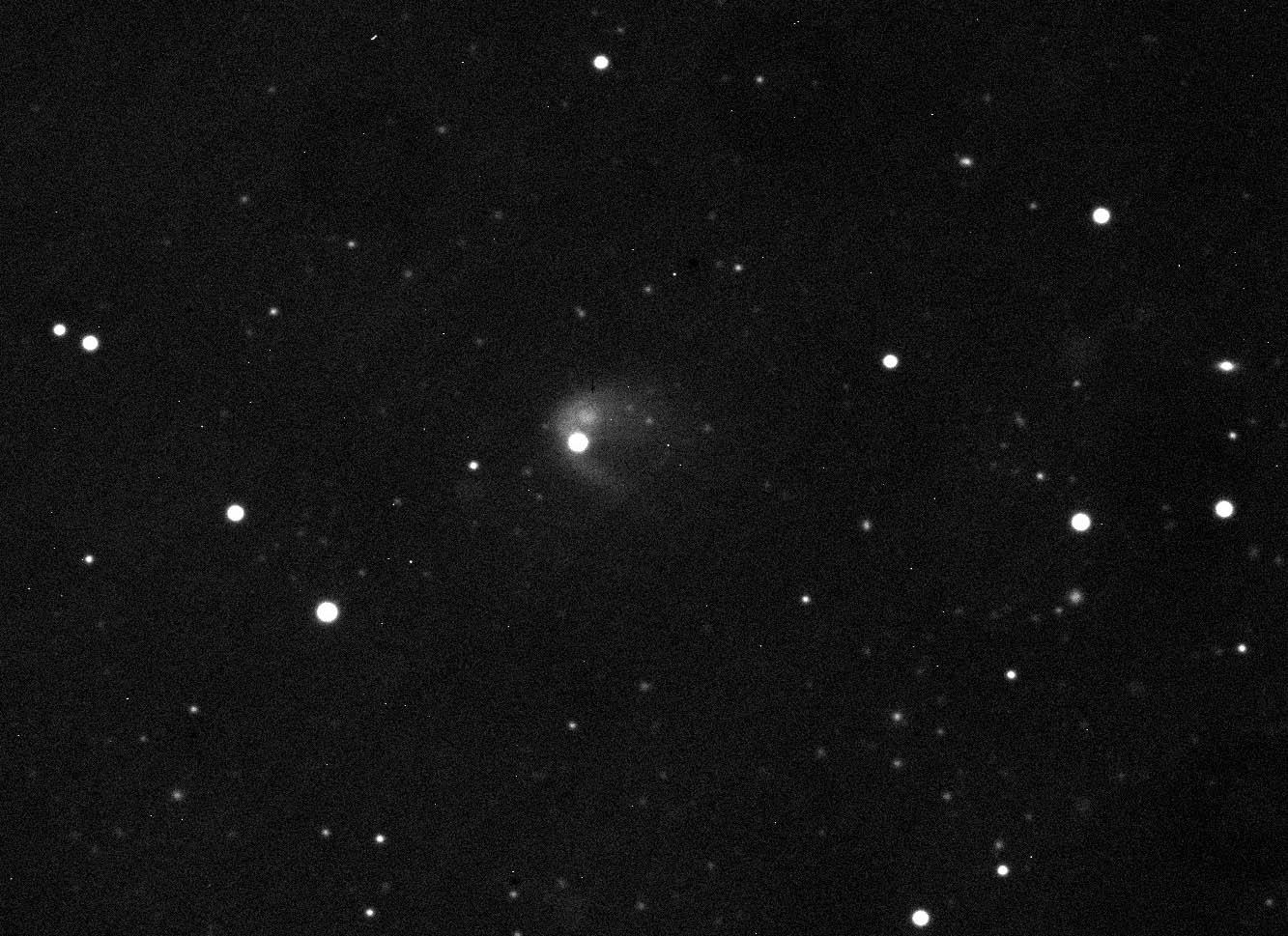
L'astéroïde de la ceinture principale (596) Scheila présentant une apparence cométaire le 12 décembre 2010. Cette activité est interprétée comme résultant d'une collision.

Contrairement aux comètes, les planètes mineures (astéroïdes ou objets transneptuniens) ne présentent pas d’activité cométaire (formation d’une chevelure ou d’une queue) lorsqu’elles passent à leur périhélie. Cette distinction historique a toutefois progressivement été questionnée par les découvertes accumulées depuis les années 1980.
Quelques astéroïdes ont été observés avec une activité cométaire, comme (7968) Elst-Pizarro dans la ceinture principale ou le centaure (2060) Chiron. Ces objets, qualifiés d'astéroïdes actifs, sont catalogués à la fois comme planète mineure et comme comète.
Les planètes mineures appartenant à la catégorie des damocloïdes sont des objets possédant une orbite à longue période et une forte excentricité tout comme les comètes périodiques. Il s’agit peut-être de comètes éteintes (noyaux cométaires devenus inactifs).
Selon une étude publiée dans la revue Nature en 2009, 20 % des objets de la ceinture principale seraient des noyaux cométaires. Ces noyaux, provenant de la ceinture de Kuiper, auraient été propulsés vers le Système solaire interne lors du grand bombardement tardif provoqué notamment par la migration de Neptune.
Le 22 janvier 2014, l'Agence spatiale européenne a annoncé la première détection certaine de vapeur d'eau dans l'atmosphère de (1) Cérès, le plus grand objet de la ceinture d'astéroïdes. La détection a été réalisée par des observations en infrarouge lointain du télescope spatial Herschel. Cette découverte tend à confirmer la présence de glace à la surface de Cérès. Selon l'un des scientifiques, cela illustre à nouveau que « la délimitation entre les comètes et les astéroïdes devient de plus en plus floue ».

### Astéroïdes capturés par des planètes
Il est envisagé que certains satellites gravitant autour des planètes sont en fait des astéroïdes ou objets transneptuniens « capturés » par ces planètes. C'est notamment le cas pour les petits satellites irréguliers des quatre planètes externes. Ces objets sont classés comme satellites et non comme planètes mineures.

## Dénomination
Les premières « petites planètes » furent d'abord désignées à travers un nom de divinité et un symbole astronomique ( pour Cérès,  pour Pallas,  pour Junon, etc.), à l'instar des planètes du Système solaire. En 1851, devant le nombre croissant de découvertes, le spécialiste allemand Johann Franz Encke prit la décision de remplacer ces symboles par une numérotation. En 1947, l'américain Paul Herget, directeur de l'Observatoire de Cincinnati, est chargé par l'Union astronomique internationale de fonder le Centre des planètes mineures. Depuis, la désignation des planètes mineures est assurée par ce centre.
Quand l'orbite de ce qui semble être une nouvelle planète mineure est déterminée, l'objet reçoit une désignation provisoire constituée de l’année de découverte suivie d’une lettre représentant la quinzaine durant laquelle s’est produite la découverte, et d’une seconde lettre indiquant l’ordre de découverte pendant cette quinzaine (la lettre I n’est pas utilisée). Si plus de 25 objets sont découverts dans une quinzaine, on recommence l’alphabet en ajoutant un numéro qui indique combien de fois la seconde lettre est réutilisée (exemple : 1998 FJ74).
Après plusieurs observations concordantes, la découverte est confirmée et la planète mineure reçoit une désignation définitive constituée d'un numéro permanent, noté entre parenthèses, suivi de sa désignation provisoire (exemple : (26308) 1998 SM165). Certaines planètes mineures reçoivent par la suite un nom qui remplace alors la désignation provisoire (exemple : (588) Achille). Les premières planètes mineures ont reçu des noms de personnages de la mythologie grecque ou romaine, à l’instar des planètes et de leurs satellites. D'autres mythologies ont ensuite été utilisées (nordique, celtique, égyptienne…) ainsi que des noms de lieux, des prénoms ou des diminutifs, des noms de personnages fictifs, d’artistes, de scientifiques, de personnalités des milieux les plus divers, des références à des événements historiques… Les sources d’inspirations pour nommer les planètes mineures sont désormais très variées. Depuis les années 1990, le rythme de découverte est tel que les planètes mineures sans noms sont majoritaires.
Les planètes mineures de certains groupes orbitaux ont des noms ayant un thème commun. Par exemple, les centaures sont nommés d’après les Centaures de la mythologie, les troyens de Jupiter d’après les héros de la guerre de Troie, les troyens de Neptune d’après les Amazones.

## Bases de données et nombre de planètes mineures référencées

### Bases de données
Plusieurs bases de données recensent tout ou partie des planètes mineures. Les deux plus importantes sont :
- la MPC Database : base de données officielle mise à jour par le Centre des planètes mineures (MPC), organisme dépendant de l'Union astronomique internationale (UAI) ;
- la JPL Small-Body Database : base de données mise à jour par le Jet Propulsion Laboratory (JPL), organisme dépendant de la NASA.

Ces deux bases de données sont publiques et accessibles en ligne.

### Nombre de planètes mineures référencées
Au 2 octobre 2023, le MPC recense 1 305 669 planètes mineures dont 629 008 numérotées. À cette même date, le groupe de travail de l'UAI chargé de leur dénomination recense 24 447 planètes mineures nommées.
La vitesse des découvertes s'est régulièrement accélérée du fait des évolutions technologiques. L'introduction des systèmes automatisés a encore amplifié le phénomène depuis les années 2000 (voir section Méthodes de détection).

Évolution du nombre de planètes mineures identifiées entre 1995 et 2019.

|                                        | 1800 | 1850 | 1900 | 1950  | 2000        | 2023      |
| Date de l'information du MPC           |      |      |      |       | 11 décembre | 2 octobre |
| -------------------------------------- | ---- | ---- | ---- | ----- | ----------- | --------- |
| Nombre de planètes mineures numérotées | 0    | 13   | 463  | 1 568 | 19 910      | 623 827   |
| Incrément                              | /    | 13   | 450  | 1 105 | 18 342      | 603 917   |

|                                             | 1995       | 2000        | 2005        | 2010        | 2015        | 2020       |
| Date de l'information du MPC                | 7 décembre | 11 décembre | 15 décembre | 28 novembre | 25 décembre | 20 octobre |
| ------------------------------------------- | ---------- | ----------- | ----------- | ----------- | ----------- | ---------- |
| Nombre de planètes mineures référencées     | 29 039     | 108 066     | 305 224     | 540 573     | 701 660     | ~ 994 000  |
| Nombre de planètes mineures numérotées      | 6 752      | 19 910      | 120 437     | 257 455     | 455 144     | 546 846    |
| Nombre de planètes mineures nommées         | 4 974      | 7 956       | 12 779      | 16 216      | 19 712      | 22 131     |
| Incrément pour planètes mineures numérotées | /          | 13 158      | 100 527     | 137 018     | 197 689     | 91 702     |

## Paramètres orbitaux
Dans ce qui suit, ua est la notation de l'unité astronomique, unité de longueur correspondant à la distance Soleil-Terre (environ 150 millions de km).

### Principaux paramètres orbitaux
Les orbites des planètes mineures décrivent des ellipses autour du Soleil. De telles orbites sont classiquement décrites par 5 paramètres appelés éléments orbitaux. Les deux premiers décrivent la forme et la taille de l'ellipse orbitale, les trois derniers sa position angulaire. Les classifications orbitales des planètes mineures reposent principalement sur les paramètres a, e et i.
- a = demi-grand axe (distance en ua) : le demi-grand axe est représentatif de la distance moyenne au Soleil ;
- e = excentricité (coefficient de 0 à 1) : une excentricité de 0 correspond à un cercle ; environ 75 % des planètes mineures ont une excentricité faible (≤ 0,2) et une orbite plus ou moins circulaire ; environ 550 ont une excentricité très forte (≥ 0,8) et une orbite très allongée dont environ 60 une excentricité extrême supérieure à 0,95 (avril 2019[JPL 1]) ;
- i = inclinaison (angle en degrés) : il s'agit de l'inclinaison par rapport à l'écliptique (plan dans lequel gravite la Terre) ; environ 90 % des planètes mineures ont une faible inclinaison (≤ 20°) ; environ 230 ont une forte inclinaison (≥ 60°) dont environ 100 sont rétrogrades avec i > 90° (avril 2019[JPL 2]) ;
- ω = argument du périhélie (angle en degrés) ;
- Ω = longitude du nœud ascendant (angle en degrés).

Deux autres paramètres orbitaux sont couramment utilisés, notamment pour étudier les phénomènes de croisement entre orbites. Les 4 paramètres a, e, q et Q sont redondants : la connaissance de deux d'entre eux permet de retrouver les deux autres.
- q = distance au périhélie (distance en ua) : distance au Soleil au point le plus rapproché (périhélie) ;
- Q = distance à l'aphélie (distance en ua) : distance au Soleil au point le plus éloigné (aphélie).

### Paramètres liés au mouvement de la planète mineure sur son orbite
- P = période (durée en années) : temps mis par la planète mineure pour faire un tour complet autour du Soleil ; les périodes des objets transneptuniens les plus éloignés peuvent dépasser 50 000 ans (avril 2019[MPC 1]) ;
- n = moyen mouvement (vitesse angulaire en °/jour) = 360/P ;
- t0 = époque (date) : date de référence permettant de calculer la position actuelle de la planète mineure sur son orbite ; l'époque associée à chaque planète mineure est régulièrement mise à jour dans les bases de données officielles ;
- M0 (ou M dans les bases de données) = anomalie moyenne à l'époque (angle en degrés) : position de l'objet sur son orbite à la date de référence t0 (époque).

La position de l'objet à un instant t peut être donnée par l'anomalie moyenne (M = M0 + n(t-t0)), l'anomalie excentrique ou l'anomalie vraie.

### Éléments orbitaux propres
Des perturbations tendent à modifier lentement l'orbite des planètes mineures. Ces perturbations sont notamment dues à l'attraction gravitationnelle des planètes. Elles influencent tous les éléments orbitaux, y compris a, e et i. Ces évolutions sont à l'origine de la distinction entre éléments orbitaux osculateurs (ceux généralement donnés, décrivant bien le mouvement actuel mais fluctuants sur le temps long) et éléments orbitaux propres (indépendants de ces fluctuations). Ce sont les paramètres propres qui permettent de repérer les familles d'astéroïdes (nées de collisions) au sein de la ceinture principale.

### Autres paramètres
- TP = paramètre de Tisserand par rapport à une planète P (paramètre sans dimension) : paramètre complexe (calculé à partir des paramètres a/aP, e et i) caractérisant l'influence gravitationnelle de la planète P sur la planète mineure ; ce paramètre découle de la théorie du problème à 3 corps (ici Soleil, planète P, planète mineure) ; les paramètres TJ et TN par rapport à Jupiter et à Neptune sont par exemple utilisés pour caractériser certains groupes orbitaux tels que damocloïdes, centaures, objets épars ou objets détachés ;
- DMIO-T (ou plus souvent E-MOID an anglais) (distance en ua) : la distance minimale d'intersection de l'orbite terrestre (DMIO-T) caractérise le risque de collision avec la Terre ; des paramètres comparables existent pour les autres planètes du Système solaire.

## Classifications orbitales

### Groupes orbitaux
L'élaboration d'une classification systématique des planètes mineures par types d'orbites est un exercice difficile. Les nombreux cas particuliers et un relatif continuum dans leur dispersion expliquent cette difficulté. On peut par exemple noter que les bases de données du MPC et du JPL utilisent des classifications légèrement différentes. Les définitions précises de chaque classe (et par suite les valeurs de demi-grand axe ou de dénombrement) varient également suivant les sources.
Le tableau ci-dessous ne reprend que les groupes les plus fréquemment utilisés. Les valeurs indiquées sont à voir comme des ordres de grandeur et non comme des valeurs absolues. La section Description des principaux groupes décrit plus en détail ces différents groupes.
| Principaux groupes orbitaux                                       | Principaux groupes orbitaux                                                                                  | Principaux groupes orbitaux                                                                                  | Demi-grand axe typique (en ua) | Nombre de planètes mineures référencées (mise à jour 1er octobre 2023 | Nombre de planètes mineures référencées (mise à jour 1er octobre 2023 |
| ----------------------------------------------------------------- | --- | --- | ------------------------------ | --------------------------------------------------------------------- | --------------------------------------------------------------------- |
| Astéroïdes plus proches du Soleil que Vénus                       | Vulcanoïdes                                                                                                  | Vulcanoïdes                                                                                                  | < 0,3                          | 0                                                                     | 1                                                                     |
| Astéroïdes plus proches du Soleil que Vénus                       | Astéroïdes Vatira                                                                                            | Astéroïdes Vatira                                                                                            | 0,4 à 0,7                      | 1                                                                     | 1                                                                     |
| Astéroïdes proches de la Terre                                    | Astéroïdes Atira                                                                                             | Astéroïdes Atira                                                                                             | 0,5 à 0,9                      | 30                                                                    | ~ 33 000                                                              |
| Astéroïdes proches de la Terre                                    | Astéroïdes géocroiseurs                                                                                      | Astéroïdes Aton                                                                                              | 0,6 à 1                        | ~ 2 600                                                               | ~ 33 000                                                              |
| Astéroïdes proches de la Terre                                    | Astéroïdes géocroiseurs                                                                                      | Astéroïdes Apollon                                                                                           | 1 à 5 et +                     | ~ 18 500                                                              | ~ 33 000                                                              |
| Astéroïdes proches de la Terre                                    | Astéroïdes Amor                                                                                              | Astéroïdes Amor                                                                                              | 1 à 5 et +                     | ~ 11 900                                                              | ~ 33 000                                                              |
| Astéroïdes aréocroiseurs (au sens des classifications MPC et JPL) | Astéroïdes aréocroiseurs (au sens des classifications MPC et JPL)                                            | Astéroïdes aréocroiseurs (au sens des classifications MPC et JPL)                                            | 1,3 à 5                        | ~ 25 000                                                              | ~ 25 000                                                              |
| Ceinture principale et périphérie                                 | Périphérie interne (dont groupe de Hungaria)                                                                 | Périphérie interne (dont groupe de Hungaria)                                                                 | 1,7 à 2,0                      | ~ 28 000                                                              | ~ 1 240 000                                                           |
| Ceinture principale et périphérie                                 | Ceinture principale (zones I, II et III)                                                                     | Ceinture principale (zones I, II et III)                                                                     | 2,0 à 3,3                      | ~ 1 200 000                                                           | ~ 1 240 000                                                           |
| Ceinture principale et périphérie                                 | Périphérie externe (dont groupe de Cybèle et groupe de Hilda)                                                | Périphérie externe (dont groupe de Cybèle et groupe de Hilda)                                                | 3,3 à 4,1                      | ~ 13 000                                                              | ~ 1 240 000                                                           |
| Troyens de Jupiter                                                | Troyens de Jupiter                                                                                           | Troyens de Jupiter                                                                                           | env 5,2 / 4,8 à 5,4            | ~ 13 000                                                              | ~ 13 000                                                              |
| Centaures et damocloïdes avec 5,5 < a < 30,1 ua                   | Centaures et damocloïdes avec 5,5 < a < 30,1 ua                                                              | Centaures et damocloïdes avec 5,5 < a < 30,1 ua                                                              | 5,5 à 30                       | ~ 720                                                                 | ~ 720                                                                 |
| Objets transneptuniens                                            | Ceinture de Kuiper                                                                                           | Plutinos | env 39,4 / 39 à 40             | ~ 500 ?                                                               | ~ 4 500 ,                                                             |
| Objets transneptuniens                                            | Ceinture de Kuiper                                                                                           | Cubewanos | 40 à 48                        | ~ 1 500 ?                                                             | ~ 4 500 ,                                                             |
| Objets transneptuniens                                            | Ceinture de Kuiper                                                                                           | Autres objets ceinture de Kuiper                                                                             | 30 à 50                        | ~ 600 ?                                                               | ~ 4 500 ,                                                             |
| Objets transneptuniens                                            | Autres résonances avec Neptune avec a > 50 ua, damocloïdes avec a > 30,1 ua, objets épars et objets détachés | Autres résonances avec Neptune avec a > 50 ua, damocloïdes avec a > 30,1 ua, objets épars et objets détachés | 30 à 1 000 et +                | ~ 740                                                                 | ~ 4 500 ,                                                             |
| Nuage de Hills et nuage de Oort                                   | Nuage de Hills et nuage de Oort                                                                              | Nuage de Hills et nuage de Oort                                                                              | 1 000 ? à 100 000 ?            | 0 ou ?                                                                | 0 ou ?                                                                |
| Ensemble des planètes mineures référencées                        | Ensemble des planètes mineures référencées                                                                   | Ensemble des planètes mineures référencées                                                                   | 0,5 à 3 500                    |                                                                       | 1 310 000                                                             |

Notes tableau :
1. ↑  La base de données du MPC consultée le 12 mai 2019 recense 2 apollons avec a > 5 ua : 2011 AF3 (a ~ 7 ua) et 1999 XS35 (a ~ 18 ua).
2. ↑  La base de données du MPC consultée le 12 mai 2019 recense 3 amors avec a > 5 ua : 2014 PP69 (a ~ 21 ua), 2019 EJ3 (a ~ 86 ua) et 2017 UR52 (a ~ 325 ua). Les deux derniers sont des transneptuniens qu'elle classe comme objets distants.
3. ↑  Le nom de cette classe utilisée par les bases de données du MPC et du JPL est trompeuse : il ne s'agit ici que des astéroïdes aréocroiseurs qui ne sont ni géocroiseurs (au sens large), ni rattachés à d'autres groupes "prioritaires" tels que Hungaria, Hilda, centaures ou transneptuniens.
4. ↑  Il s'agit ici des objets connus. La ceinture de Kuiper est environ 30 fois plus éloignée de la Terre que la ceinture principale, ce qui limite la capacité à détecter les petits objets. La population totale de la ceinture de Kuiper est supposée supérieure à celle de la ceinture principale.
5. ↑  La base de données du MPC consultée le 20 mai 2019 recense 5 objets avec a > 1 000 ua et indique un record détenu par 2017 MB7 avec a ~ 3 500 ua.
6. 1 2  Ces nuages restent à ce jour hypothétiques. Il est parfois envisagé que les objets détachés les plus lointains (ou sednoïdes) pourraient être les premiers éléments du nuage de Hills. La base de données du MPC consultée le 15 juin 2019 recense 4 sednoïdes (au sens a > 150 ua et q > 50 ua). Le nuage de Oort est supposé contenir plusieurs milliards de petits corps glacés.

### Notion de famille
L'astronome japonais Kiyotsugu Hirayama a été le premier à constater l'existence, au sein de la ceinture principale, de groupes d'astéroïdes présentant des paramètres orbitaux très proches. Ces groupes sont interprétés comme des fragments d'astéroïdes nés d'une collision et sont appelés familles d'astéroïdes (le terme famille est normalement réservé à ce cas) ou familles de Hirayama. Chaque famille porte le nom d'un membre caractéristique. Les familles d'Eos, d'Eunomie, de Flore, de Coronis, d'Hygie, de Thémis, de Vesta ou de Nysa comptent parmi les plus connues. Une vingtaine de familles sont clairement identifiées au sein de la ceinture principale et les études les plus récentes en dénombrent jusqu'à plus de cent.
Des familles du même type ont été identifiées parmi les troyens de Jupiter, en particulier les familles d'Eurybate et d'Ennomos. En 2006 a également été identifiée pour la première fois une famille interprétée comme d'origine collisionnelle au sein de la ceinture de Kuiper, la famille de Hauméa.

### Classes liées au risque d'impact avec la Terre

Échelle de Turin utilisée pour qualifier la dangerosité des objets potentiellement dangereux. Aucun objet n'est actuellement classé au-dessus de 0 (avril 2019).

Au sens strict, seuls les astéroïdes de type Aton et Apollon sont géocroiseurs (en anglais Earth-crosser asteroid ou ECA) et directement susceptibles de rentrer en collision avec la Terre. En pratique, en français, le terme géocroiseur est le plus souvent entendu au sens large et inclut les quatre groupes Atira, Aton, Apollon et Amor. Il est alors synonyme du terme anglais Near earth asteroid (NEA).
Seule une petite partie de ces astéroïdes sont classés comme astéroïdes potentiellement dangereux (APD) (souvent désignés par l'acronyme anglais PHA pour Potentially hazardous asteroid). Voir section Risques d'impact avec la Terre sur la page Astéroïde.

### Types d'orbites relativement aux planètes
Les planètes mineures dont l'orbite croise celle d'une planète sont dits croiseurs de cette planète. Toutes les planètes du Système solaire possèdent de plusieurs centaines à plusieurs milliers de croiseurs.

Points de Lagrange d'un système de type Soleil-Planète. Les zones voisines des points L4 et L5 sont des zones de stabilité où peuvent graviter des troyens de la planète.

Les zones situées à 60° en avance ou en retard sur l'orbite d'une planète (appelées points de Lagrange L4 et L5 de la planète) permettent la stabilité d'un système à trois corps Soleil / planète / planète mineure et sont donc parfois occupées par des planètes mineures appelées troyens de la planète. Outre Jupiter qui possède plusieurs milliers de troyens, 4 autres planètes en possèdent au moins un : à fin 2018, 22 sont connus pour Neptune, 1 pour Uranus, 9 pour Mars et 1 pour la Terre.
Un objet est en résonance avec une planète lorsque sa période de révolution se trouve être une fraction entière (par exemple 1:2, 3:4, 3:2…) de celle de la planète. Une telle résonance assure une stabilité relative à l'orbite de l'objet considéré. Des résonances existent avec plusieurs planètes, en particulier avec Neptune (dont plutinos en résonance 2:3) et avec Jupiter (dont groupe de Hilda en résonance 3:2). Les astéroïdes troyens et les astéroïdes coorbitaux sont des cas particuliers correspondant à une résonance 1:1.
Outre les troyens, d'autres planètes mineures possèdent des orbites très proches de celle d'une planète avec laquelle elles sont en résonance 1:1. On parle alors d'astéroïde coorbital avec la planète (le terme inclut en toute rigueur aussi les troyens). Les deux situations les plus courantes sont celle des quasi-satellites et celle des orbites en fer à cheval. Il a été montré qu'un même astéroïde peut alterner entre ces deux situations. On connait des objets coorbitaux autour de plusieurs planètes dont la Terre (par exemple (3753) Cruithne).

### Autres types d'orbites particulières
La très grande majorité des planètes mineures tournent dans le même sens que les 8 planètes. Quelques-unes (une centaine connue en avril 2019) tournent en sens inverse. On parle alors d’astéroïdes rétrogrades. Cette situation correspond à une inclinaison comprise entre 90 et 180°. Ces objets sont souvent classés comme damocloïdes ou comme « objets divers ».
Pour la première fois en octobre 2017 a été identifié un objet (1I/ʻOumuamua) possédant une orbite hyperbolique (et donc voué à quitter le Système solaire) mais ne présentant pas d'activité cométaire (cas des comètes hyperboliques). L'Union astronomique internationale a dès lors officialisé, en novembre 2017, la nouvelle classe des objets interstellaires et une nomenclature associée inspirée de celle des comètes. De tels objets sont également qualifiés d’astéroïdes hyperboliques. Un seul est connu à ce jour (avril 2019).

## Propriétés physiques
Les propriétés physiques de la majorité des planètes mineures sont mal connues. Seule la magnitude absolue est estimée systématiquement lors de la découverte d'un nouvel objet. Les autres propriétés (diamètre moyen, albédo, type spectral, période de rotation, forme, masse...) nécessitent des campagnes d'étude spécifiques ou même des études au cas par cas. Elles sont par ailleurs difficiles à déterminer pour les objets lointains ou de petite taille, souvent connus qu'à travers des images de quelques pixels. Les grands relevés astronomiques modernes (SDSS, WISE, Gaia, LSST...) accélèrent toutefois depuis 2010 l'accès à de nombreuses données.
Ne sont détaillées ici que des propriétés accessibles depuis la Terre ou des télescopes spatiaux. L'exploration par des sondes spatiales donne bien entendu accès à des informations plus précises et plus diversifiées (voir section Exploration par des sondes spatiales).

### Propriétés lumineuses

Exemple de courbe de lumière. Donne directement accès à la période de rotation.

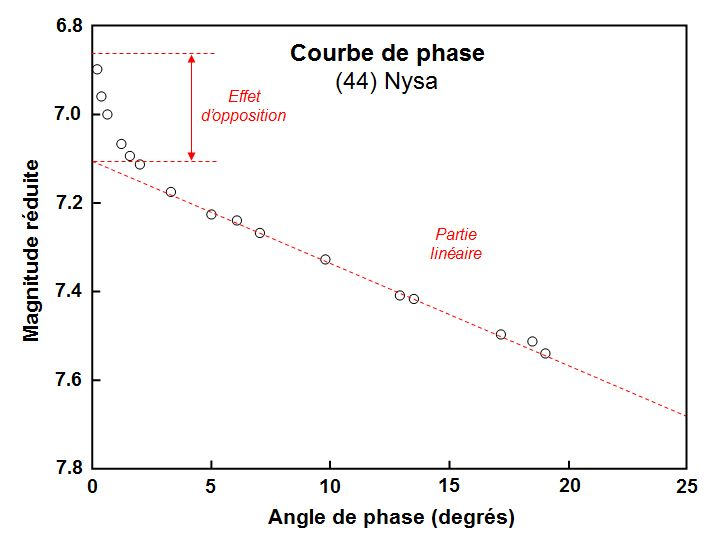
Exemple de courbe de phase. Permet de déterminer la magnitude absolue H et le paramètre de pente G.

- V[12] = magnitude apparente (sans unité mais parfois indiquée en mag) : caractérise, sur une échelle logarithmique, la luminosité de la planète mineure vue depuis la Terre ; elle dépend des positions relatives de la Terre, de la planète mineure et du Soleil, et donc du moment de l'observation ; l'échelle est « inversée » dans le sens où une magnitude élevée correspond à une faible luminosité ;
- H ou Hv[12] = magnitude absolue (sans unité mais parfois indiquée en mag) : magnitude apparente qu'aurait la planète mineure si elle était ramenée à 1 unité astronomique de la Terre et si le Soleil qui l'éclaire était lui même situé à 1 unité astronomique ; c'est la magnitude indiquée dans les bases de données ; c'est la seule donnée physique intrinsèque disponible pour l'ensemble des planètes mineures ;
- Courbe de lumière : évolution cyclique de la magnitude (à l'échelle de quelques heures ou quelques jours) due à la rotation de la planète mineure ; c'est une donnée importante pour l'étude des planètes mineures car à la fois facile à mesurer et riche en informations (rotation, forme) ;
- Courbe de phase : évolution de la magnitude en fonction de l'angle de phase (angle d'éclairement) ; cette courbe caractérise notamment le niveau de l'effet d'opposition ; un lien existe également avec l'albédo ;
- G ou Gv[12] = paramètre de pente (slope parameter) : paramètre permettant de décrire la forme de la courbe de phase et donc le niveau de l'effet d'opposition ; sa connaissance permet de calculer Hv à partir de V et inversement ; sa valeur précise n'a été déterminée que pour une faible part des planètes mineures et, à défaut, une valeur de 0,15 est le plus souvent utilisée, ce qui induit une incertitude sur les valeurs de Hv ;
- p ou pv[12] = albédo géométrique (coefficient de 0 à environ 1[13]) : caractérise le pouvoir réfléchissant de la surface de la planète mineure ; les valeurs varient typiquement entre 0,02 (corps sombre) et 0,5 (corps moyennement réfléchissant) mais peuvent atteindre 0 (comportement de corps noir) ou dépasser 0,9 (corps très réfléchissant) ; l'albédo est le plus souvent estimé conjointement avec le diamètre moyen à partir de mesures de rayonnement thermique dans l'infrarouge ;
- A = albédo de Bond (ou bolométrique) (coefficient de 0 à 1) : cette autre manière de définir l'albédo est surtout utilisée dans les calculs de rayonnements thermiques ;
- Courbe de phase polarimétrique : évolution du degré de polarisation en fonction de l'angle de phase (angle d'éclairement) ; un lien existe avec l'albédo géométrique.

### Propriétés spectrales

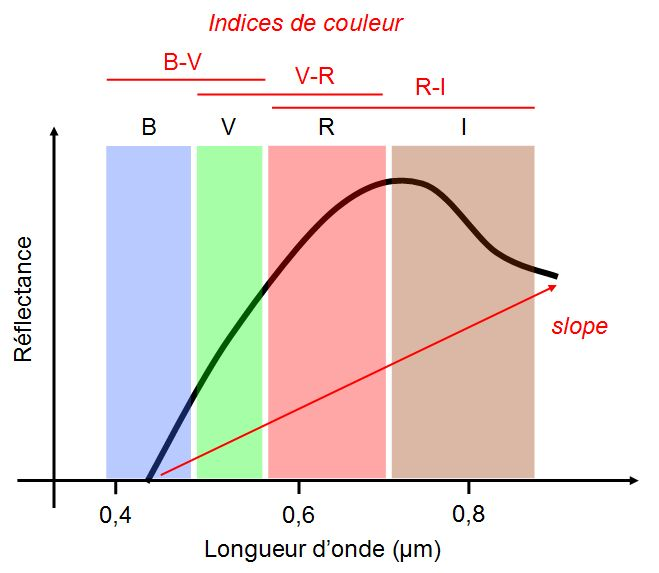
Caractérisation d'un spectre sur la zone visible 0,44-0,92 μm par gradient spectral (slope) et indices de couleur.

La lumière renvoyée par la planète mineure possède un spectre dont la caractérisation permet notamment de formuler des hypothèses sur sa composition minérale.
- spectre de réflexion : courbe spectrale détaillée, sur une plage de longueurs d'onde donnée, mettant notamment en visibilité des pics d'absorption ; nécessite des mesures pointues par spectrométrie ;
- gradient spectral (spectral slope) : caractérisation très simple du spectre à travers sa pente moyenne sur la plage de longueurs d'onde considérée ; dans le visible, un slope positif est dit « rouge » (cas de la plupart des astéroïdes) et un slope négatif est dit « bleu » (caractéristique des astéroïdes de type B) ;
- indices de couleur (sans dimension) : caractérisent le spectre de manière simple et facilement mesurable via des comparaisons de magnitudes entre différentes bandes spectrales ; on utilise notamment les indices U-B (ultraviolet / bleu), B-V (bleu / visible[14]), V-R (visible / rouge) ou R-I (rouge / proche infrarouge) ;
- type spectral : plusieurs systèmes de classification (ou taxonomies) des courbes spectrales ont été proposés depuis les années 1970 ; les classifications de référence sont notamment celles dites de Tholen, de Bus (ou SMASSII) et de Bus-DeMeo ; le type spectral n'est clairement établi (par mesure de spectre) que pour quelques milliers d'astéroïdes.

### Propriétés thermiques
- T = température (en K) : on parle notamment de la température subsolaire (TSS), c'est-à-dire de la température de surface au point subsolaire  ;
- Γ = inertie thermique : caractérise la résistance au changement de température ; c'est le paramètre thermique intervenant le plus souvent dans les modèles thermophysiques modernes.

### Propriétés de taille, forme, masse, densité

Répartition des astéroïdes par diamètre moyen au sein de la ceinture principale.

- D = diamètre moyen (en km ou m) : diamètre de la sphère équivalente ; il est le plus souvent déterminé grâce à des mesures de rayonnement thermique dans l'infrarouge ;
- dimensions (en km ou m) : dimensions caractérisant la forme générale de la planète mineure, par exemple les trois dimensions de l'ellipsoïde équivalent ; ces dimensions peuvent être estimées par la méthode des occultations ou par des « observations radar »  ; l'étude des courbes de lumière donne également accès à des informations sur la forme mais pas sur la taille ;
- M = masse (en kg)[15] : sa détermination nécessite de visualiser des interactions gravitationnelles et reste de ce fait rare ; elle peut être calculée dans le cas des planètes mineures possédant un satellite via la troisième loi de Kepler ; des perturbations de trajectoires lors de rapprochements entre planètes mineures peuvent également être exploitées ;
- ρ = densité ou masse volumique (en kg/m3) : la masse permet de calculer la densité ; celle-ci permet d'enrichir les hypothèses sur la composition ou sur la structure (porosité) de la planète mineure.

### Rotation propre
Le mouvement de rotation de la planète mineure sur elle-même est également appelé spin. Il est notamment décrit par deux paramètres :
- période de rotation (durée en heures) : temps mis par la planète mineure pour faire un tour complet sur elle-même ; certaines planètes mineures tournent très lentement (période supérieure à 50 jours pour les plus lentes[JPL 21]), d'autres au contraire très rapidement (période inférieure à 1 minute pour les plus rapides[JPL 22]) ;
- inclinaison de l'axe de rotation (angle en degrés) (ou position du pôle).

### Composition, structure, système, propriétés diverses
Une planète mineure est par ailleurs caractérisable par :
- sa composition : des hypothèses plus ou moins fiables peuvent être posées à partir des informations spectrales, de l'albédo, de la densité... ;
- sa structure de surface : des hypothèses sur la taille des grains de régolithe ou sur la rugosité macroscopique (due aux cratères, rochers, fissures...) peuvent être posées à partir de la courbe de phase (effet d'opposition) ou des propriétés polarimétriques ou thermophysiques notamment ;
- sa structure interne : on distingue par exemple les corps binaires à contact, les agglomérats lâches, les corps possédant une différenciation planétaire, etc. ;
- son éventuelle activité cométaire : on parle alors d'astéroïde actif ;
- son éventuelle appartenance à un système composé de plusieurs corps tournant les uns autour des autres : on parle alors de planète mineure binaire, triple ou multiple, ou encore de système astéroïdal ; les petits corps gravitant autour d'un plus gros peuvent être désignés comme satellites de planètes mineures ;
- on a par ailleurs découvert des anneaux autour de plusieurs planètes mineures dont (10199) Chariclo et (136108) Hauméa.

Structures / Systèmes
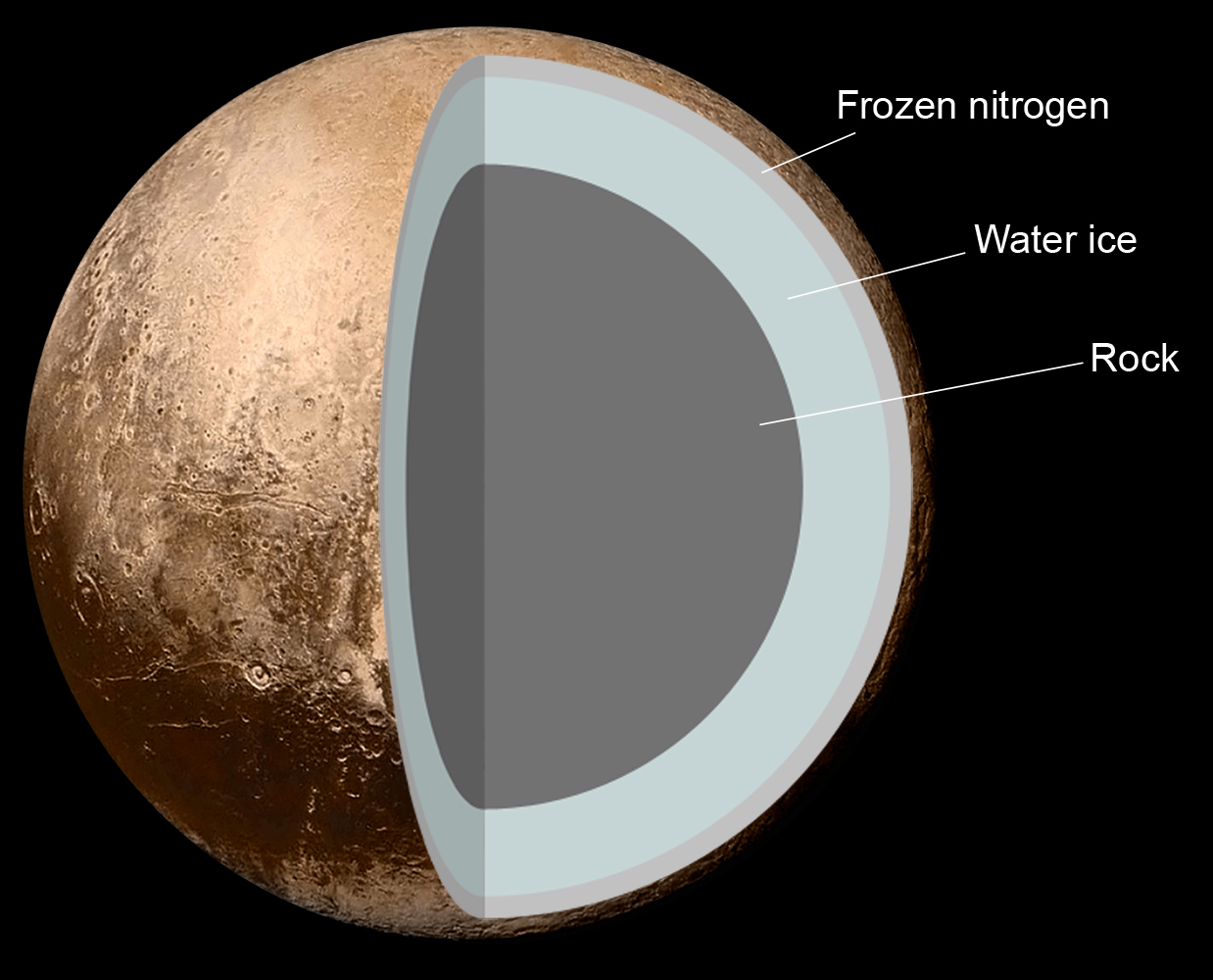
Hypothèse de structure interne de Pluton : croûte d'azote gelé, couche de glace d'eau, noyau rocheux.
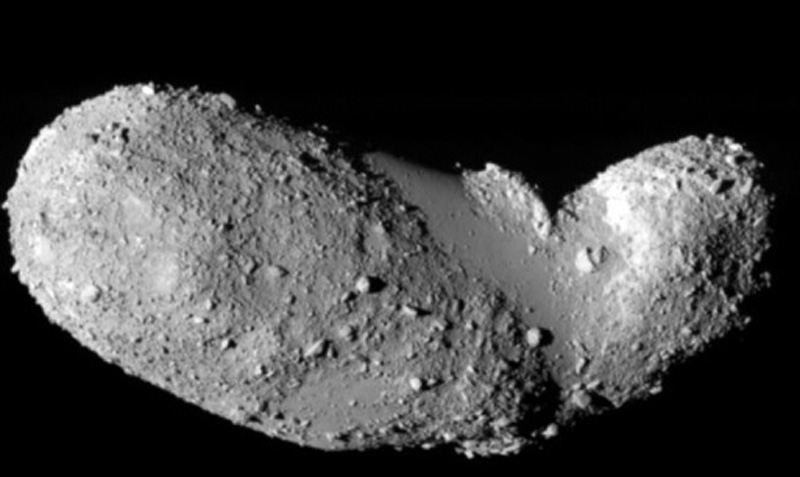
L'astéroïde géocroiseur (25143) Itokawa est un exemple d'agglomérat lâche et de corps binaire à contact.
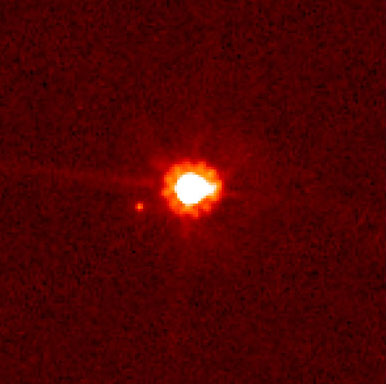
L'objet épars (136199) Éris et son satellite Dysnomie (télescope spatial Hubble, 2006).
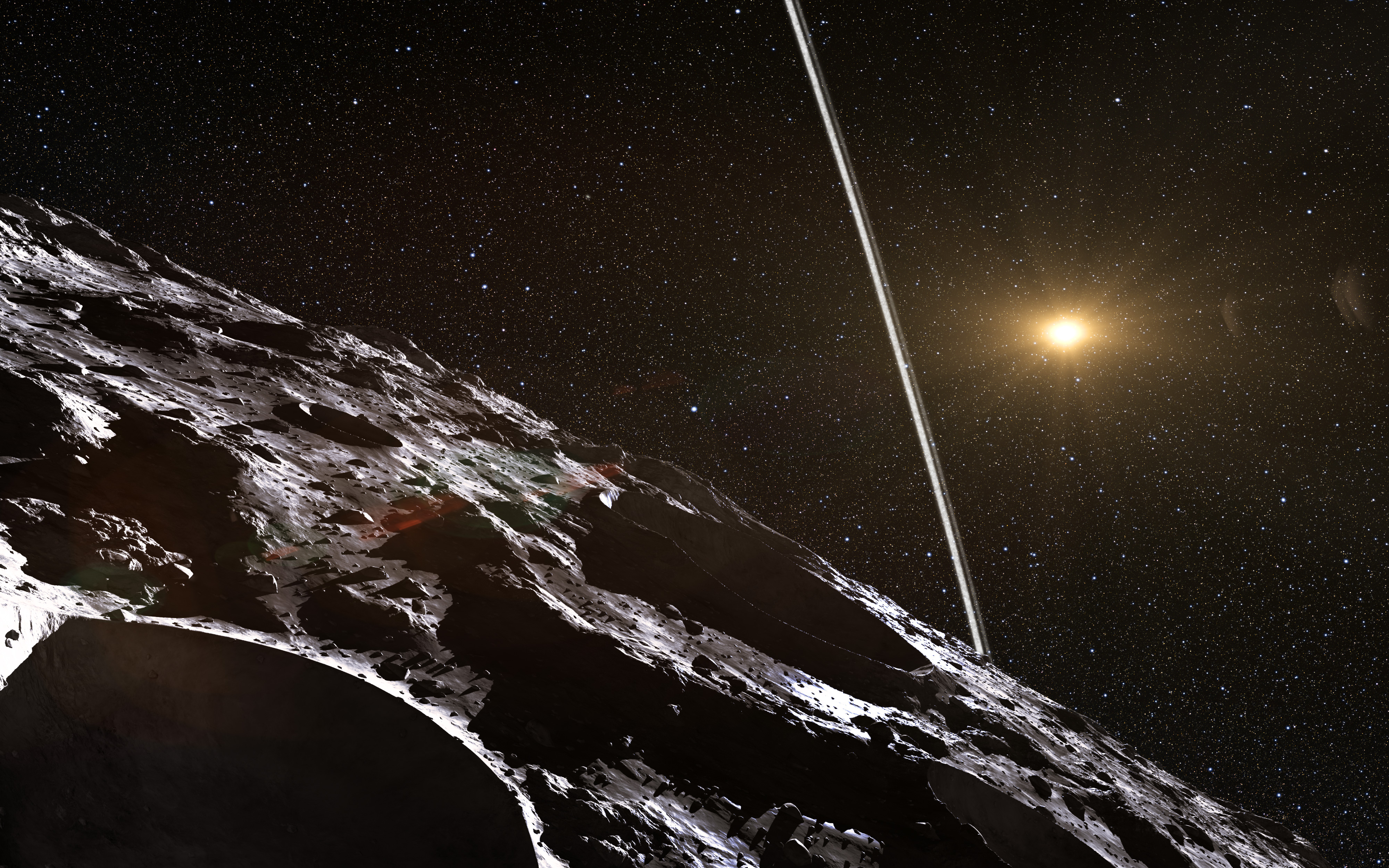
Image d'artiste du centaure (10199) Chariclo et de son anneau.

## Description des principaux groupes

### Ceinture principale

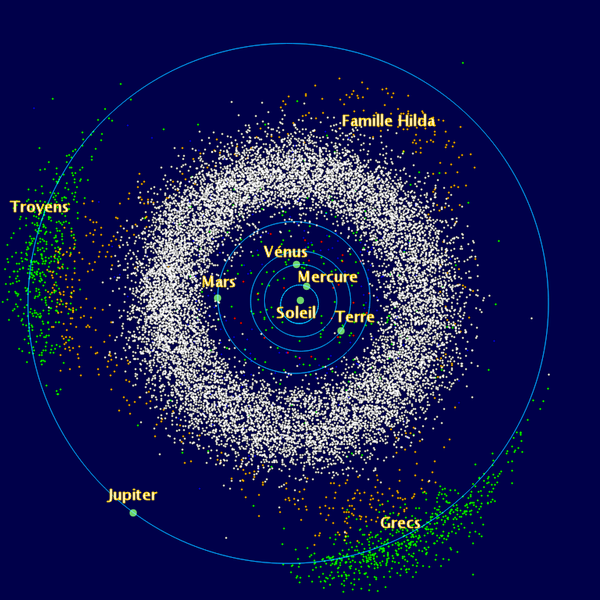
Des géocroiseurs aux troyens de Jupiter : du centre à la périphérie, géocroiseurs (en vert et rouge), ceinture principale (en blanc), groupe de Hilda (en brun), troyens de Jupiter (en vert).

La ceinture principale d'astéroïdes, entre les orbites de Mars et Jupiter, distante de deux à quatre unités astronomiques du Soleil, est le principal groupement : environ 720 000 objets y ont été répertoriés à ce jour (avril 2019), auxquels on peut ajouter 30 000 autres gravitant dans sa périphérie immédiate (groupe de Hungaria, groupe de Cybèle et groupe de Hilda notamment). L’influence du champ gravitationnel de Jupiter les a empêchés de former une planète. Cette influence de Jupiter est également à l’origine des lacunes de Kirkwood, qui sont des orbites vidées par le phénomène de résonance orbitale.

### Astéroïdes troyens de Jupiter
Les troyens de Jupiter sont situés sur des orbites très proches de celle de Jupiter, à proximité des deux points de Lagrange L4 et L5. On en compte environ 7 200 en avril 2019. Le nom fait référence à la Guerre de Troie : les points L4 et L5 sont associés respectivement au camp grec et au camp troyen et les astéroïdes y sont nommés, sauf exception, avec des noms de personnages du camp associé.

### Astéroïdes géocroiseurs

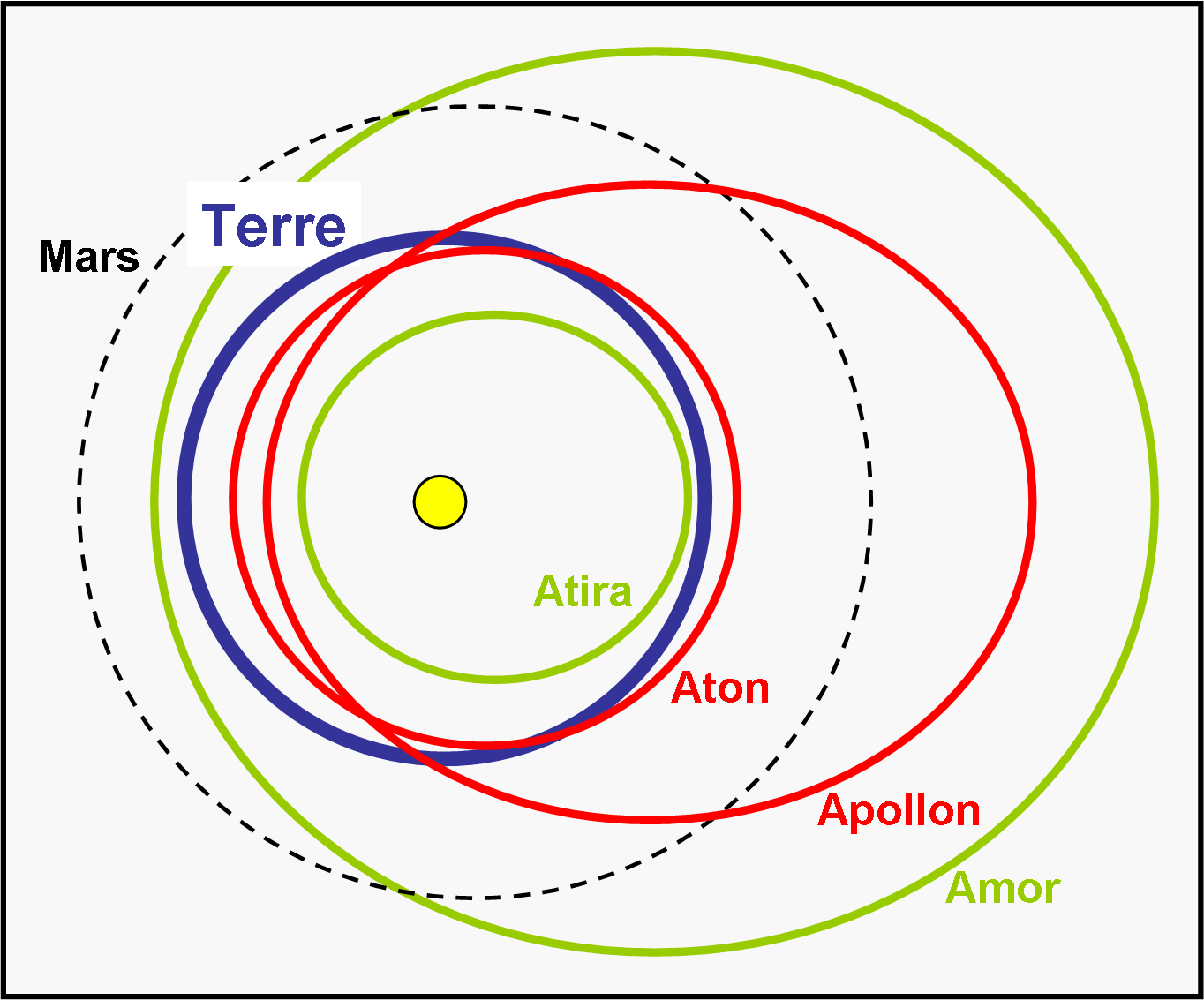
Astéroïdes géocroiseurs : ellipses orbitales des 4 astéroïdes ayant donné leurs noms aux groupes, (1221) Amor (extérieur proche), (1862) Apollon (croiseur extérieur), (2062) Aton (croiseur intérieur) et (163693) Atira (intérieur proche), relativement à celle de la Terre.

Au sens strict, les astéroïdes géocroiseurs sont des astéroïdes dont l’orbite croise celle de la Terre (Earth-crosser asteroid ou ECA en anglais). En pratique, en français, le terme est le plus souvent entendu au sens large et inclut également les astéroïdes dont l'orbite est « proche » de celle de la Terre (passe à moins de 0,3 unité astronomique) (near Earth asteroid ou NEA en anglais). On en dénombre environ 20 000 (avril 2019).
Ces astéroïdes sont classiquement classés en quatre groupes :
- les astéroïdes Atira, dont l'orbite est entièrement contenue dans celle de la Terre (19 connus en avril 2019 selon la base de données du JPL[JPL 24]) ;
- les astéroïdes Aton, croiseurs dont l'orbite est principalement située à l'intérieur de celle de la Terre (a < 1 ua) (environ 1 500 connus en avril 2019[JPL 25]) ;
- les astéroïdes Apollon, croiseurs dont l'orbite est principalement située à l'extérieur de celle de la Terre (a > 1 ua) (environ 11 000 connus en avril 2019[JPL 26]) ;
- les astéroïdes Amor, dont l'orbite entoure entièrement celle de la Terre (environ 7 500 connus en avril 2019[JPL 27]).

L’intérêt médiatique parfois très fort porté sur les astéroïdes géocroiseurs est lié à la crainte de les voir entrer en collision avec la Terre. Voir section Risques d'impact avec la Terre sur la page Astéroïde.

### Centaures

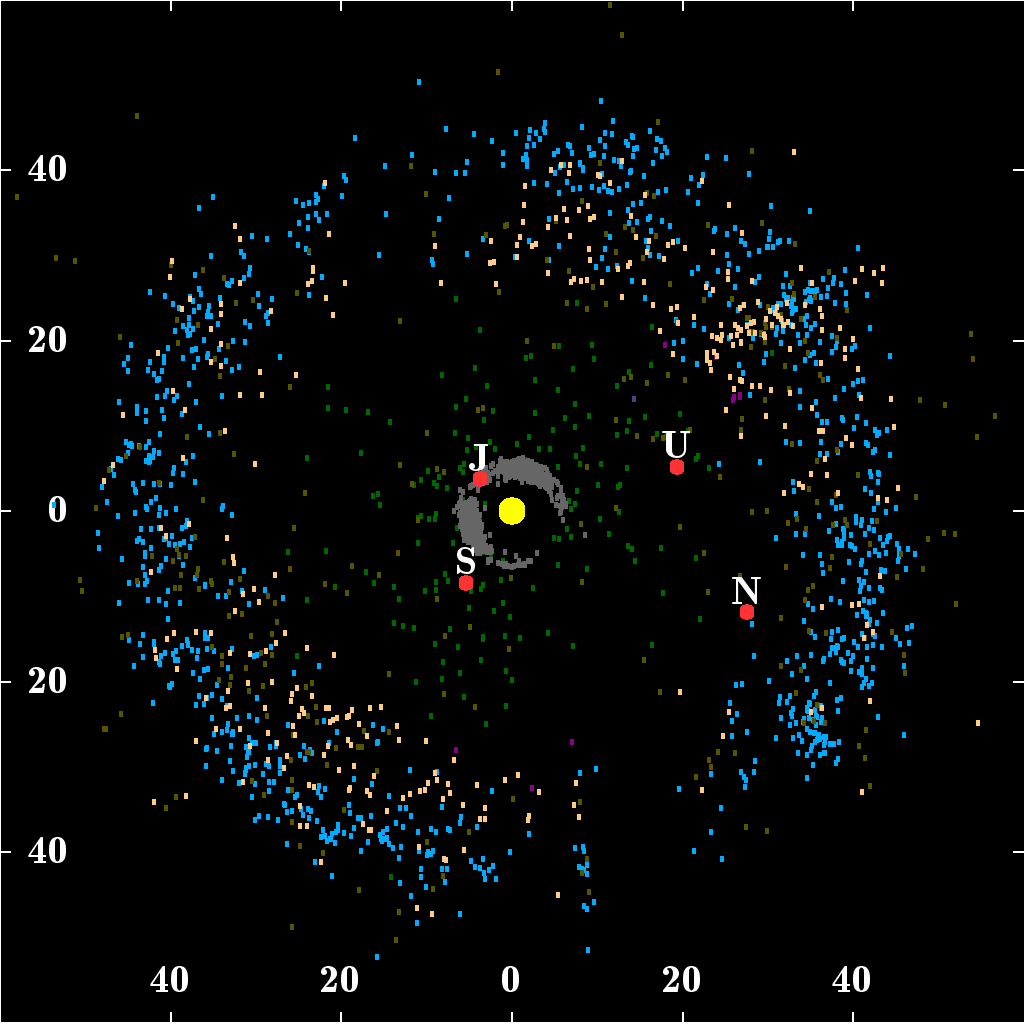
Des troyens de Jupiter à la ceinture de Kuiper : du centre à la périphérie, troyens de Jupiter (en gris), centaures (en vert), ceinture de Kuiper (en bleu), objets épars (en rose) ; une dizaine de troyens de Neptune sont également représentés en violet.

Les centaures sont des planètes mineures qui gravitent entre les orbites des planètes géantes gazeuses. On en compte en avril 2019 entre 200 et 500 suivant le périmètre précis attribué à ce groupe (frontière non standardisée avec d'autres groupes tels que celui des damocloïdes). Le premier qui fut découvert est (2060) Chiron, en 1977. On suppose généralement que ce sont d'anciens objets de la ceinture de Kuiper ayant été éjectés de leurs trajectoires, suite, par exemple, à un passage à proximité de Neptune.

### Ceinture de Kuiper

Ceinture de Kuiper et objets épars : distribution suivant demi-grand axe et inclinaison des cubewanos (en bleu), plutinos et twotinos (en rouge au niveau des résonances 2:3 et 1:2), autres résonances avec Neptune (en rouge), objets épars (en gris). Pluton, Makémaké et Éris correspondent aux plus grands cercles rouge, bleu et gris.

La ceinture de Kuiper est une seconde ceinture située au-delà de l'orbite de Neptune, comparable sur le plan dynamique à la ceinture principale (objets possédant des orbites relativement peu inclinées et de faible excentricité). On connait en avril 2019 environ 2 500 objets de cette ceinture. Ce petit nombre découle de son éloignement de la Terre (environ 30 fois supérieur à celui de la ceinture principale) rendant difficile les observations : sa population totale est en fait estimée supérieure à celle de la ceinture principale.
Pluton (découvert en 1930) est longtemps resté le seul objet connu de cette zone (avec son satellite Charon découvert en 1978). Son unicité et sa taille du même ordre que celle de Mercure ont fait qu'il a longtemps été considéré comme neuvième planète. Il faudra ensuite attendre 1992 pour qu'un autre objet de cette zone soit découvert, (15760) Albion. Cette découverte marque le début de l'étude des objets transneptuniens.
La ceinture de Kuiper se décompose elle-même en plusieurs groupes, les trois plus importants étant :
- les plutinos (dont fait partie Pluton) : objets en résonance 2:3 avec Neptune (a ~ 39,5 ua) ; ce groupe marque le début de la zone principale de la ceinture de Kuiper ; environ 500 objets connus en avril 2019 ;
- les cubewanos (où objets classiques de la ceinture de Kuiper) (dont fait partie (15760) Albion) : objets de la zone principale de la ceinture de Kuiper (comprise entre les résonances 2:3 et 1:2 avec Neptune) ne présentant pas de résonance avec Neptune ; le nom cubewano provient de 1992 QB1, désignation provisoire de (15760) Albion ; environ 1 800 objets connus en avril 2019 ;
- les twotinos : objets en résonance 1:2 avec Neptune (a ~ 48 ua) ; ce groupe marque la fin de la zone principale de la ceinture de Kuiper (falaise de Kuiper) ; le nom fait référence à la résonance 1:2.

Cette ceinture serait la source de près de la moitié des comètes qui sillonnent le Système solaire.

### Objets épars et objets détachés

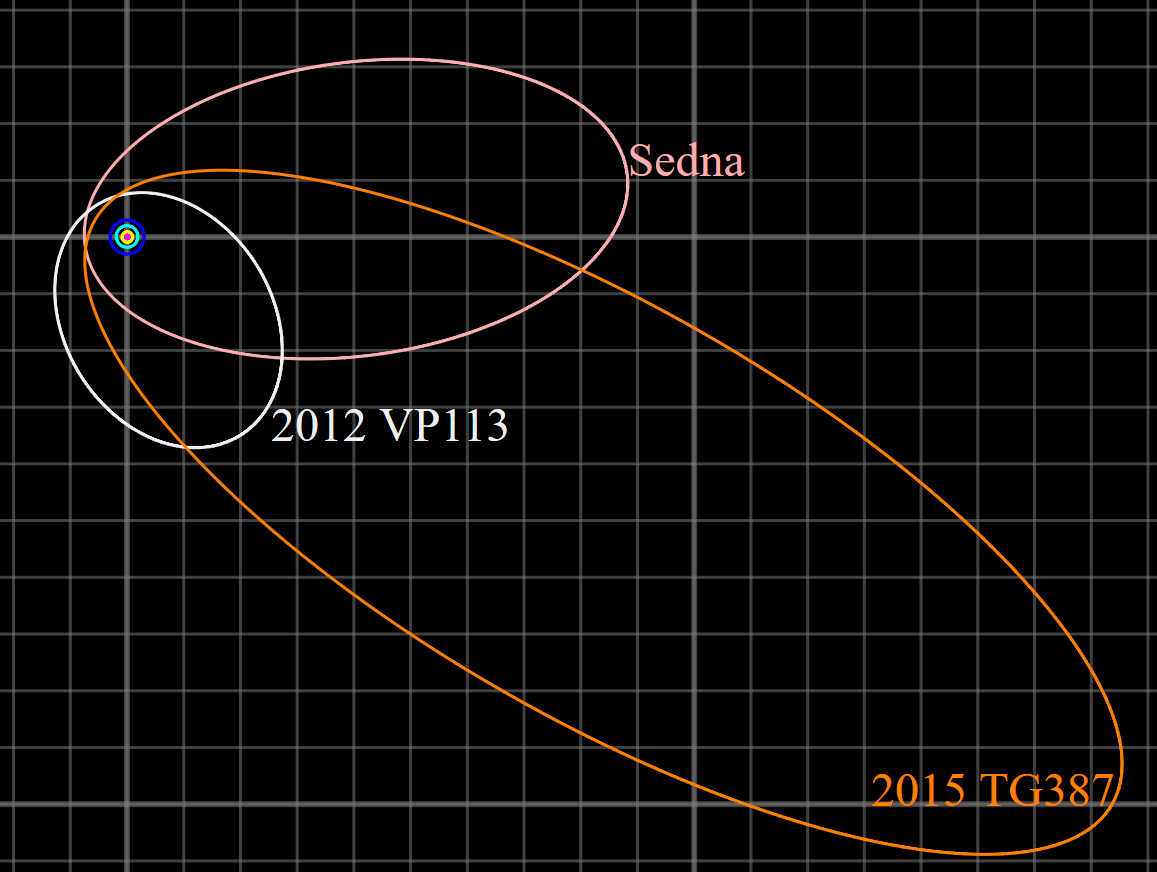
Sednoïdes : orbites de 3 sednoïdes relativement à l'orbite de Neptune (en bleu).

Hormis la ceinture de Kuiper, la zone transneptunienne est marquée par un disque d'objets épars aux excentricités ou inclinaisons généralement moyennes ou élevées et ne présentant pas de résonance avec Neptune. Les plus éloignés de Neptune (à leur périhélie) échappent à l'influence gravitationnelle de cette planète et sont classés comme objets détachés. Le disque des objets épars ou détachés compte en avril 2019 entre 500 et 700 objets suivant les périmètres précis donnés à ces groupes (frontière non standardisée avec d'autres groupes tels que damocloïdes et périmètre variable des objets considérés ou non en résonance avec Neptune).
Les objets détachés les plus lointains (périhélie supérieur à 50 ua) sont classés comme sednoïdes, du nom de (90377) Sedna qui était, au moment de sa découverte en 2003, l'objet de plus grand périhélie (76 ua). En avril 2019, on connait 8 sednoïdes et l'objet de plus grand périhélie est 2012 VP113 (80 ua). Ces objets sont parfois envisagés comme étant les premiers représentant du nuage d'Oort (ou plus précisément de sa partie interne ou nuage de Hills).
C'est la découverte en 2005 de (136199) Éris, objet épars dont le diamètre a d'abord été estimé à près de 3 000 kilomètres (depuis réévalué à 2 326 kilomètres) et donc supérieur à celui de Pluton (2 370 kilomètres), qui a relancé le débat sur la démarcation entre planètes à part entière et « grosses planètes mineures ». Cela a conduit l’Union astronomique internationale à créer, en août 2006, les statuts de planète naine et de petit corps de Système solaire et à reclasser Pluton en planète naine.

### Nuages de Hills et d'Oort

Nuage d'Oort : vue d'artiste du nuage d'Oort illustrant sa forme sphérique et sa dimension relativement à la ceinture de Kuiper.

Le nuage de Hills, parfois nommé nuage d'Oort interne, serait un disque de débris situé entre 100 à 3 000 et 30 000 à 40 000 unités astronomiques du Soleil. Le nuage de Oort (ˈɔrt), aussi appelé le nuage d’Öpik-Oort (ˈøpik), est un vaste ensemble sphérique hypothétique de corps situé à environ 50 000 ua du Soleil (≈ 0,8 année-lumière). Ces deux structures sont donc situées bien au-delà de l’orbite des planètes et de la ceinture de Kuiper. La limite externe du nuage de Oort, qui formerait la frontière gravitationnelle du Système solaire, se situerait à plus d’un millier de fois la distance séparant le Soleil et Pluton, soit environ une année-lumière et le quart de la distance à Proxima du Centaure, l’étoile la plus proche du Soleil. Il n'est d'ailleurs pas exclu qu'il existe un continuum entre le nuage de Oort « solaire » et une structure similaire autour du système Alpha Centauri.

## Planètes mineures et histoire du Système solaire
Heinrich Olbers, le découvreur de Pallas et Vesta, avait émis l’hypothèse que les astéroïdes étaient les fragments d’une planète détruite. Cet objet supposé fut même baptisé ultérieurement Phaéton. L’hypothèse la plus communément admise aujourd’hui considère les planètes mineures comme des résidus du Système solaire primitif n’ayant pu s’agglomérer jusqu'à former des planètes. En particulier, la ceinture principale serait liée à l’influence gravitationnelle de Jupiter qui aurait empêché la formation d'une planète entre Mars et Jupiter.
Les planètes mineures sont donc considérées comme des reliques du Système solaire. Leur étude (ainsi que celle des comètes), en particulier par des sondes spatiales, constitue l'une des voies pour accéder à une meilleure compréhension de sa formation.

## Méthodes de détection
L'histoire des méthodes de détection des planètes mineures se décompose en 3 grandes phases :
- jusqu'à environ 1890 : méthode « optique » = observation directe à travers un télescope ;
- à partir de 1891 et jusqu'à environ 1990 : méthode « photographique » = comparaison de clichés pris à intervalles réguliers ;
- à partir de 1980 et surtout après 1990 : méthode « numérique » = méthode automatisée utilisant des caméras CCD et des traitements numériques.

### Détection par méthode optique
Jusque vers 1890, les découvertes se font de manière directe, en scrutant le ciel au sein des observatoires.

### Détection par méthode photographique

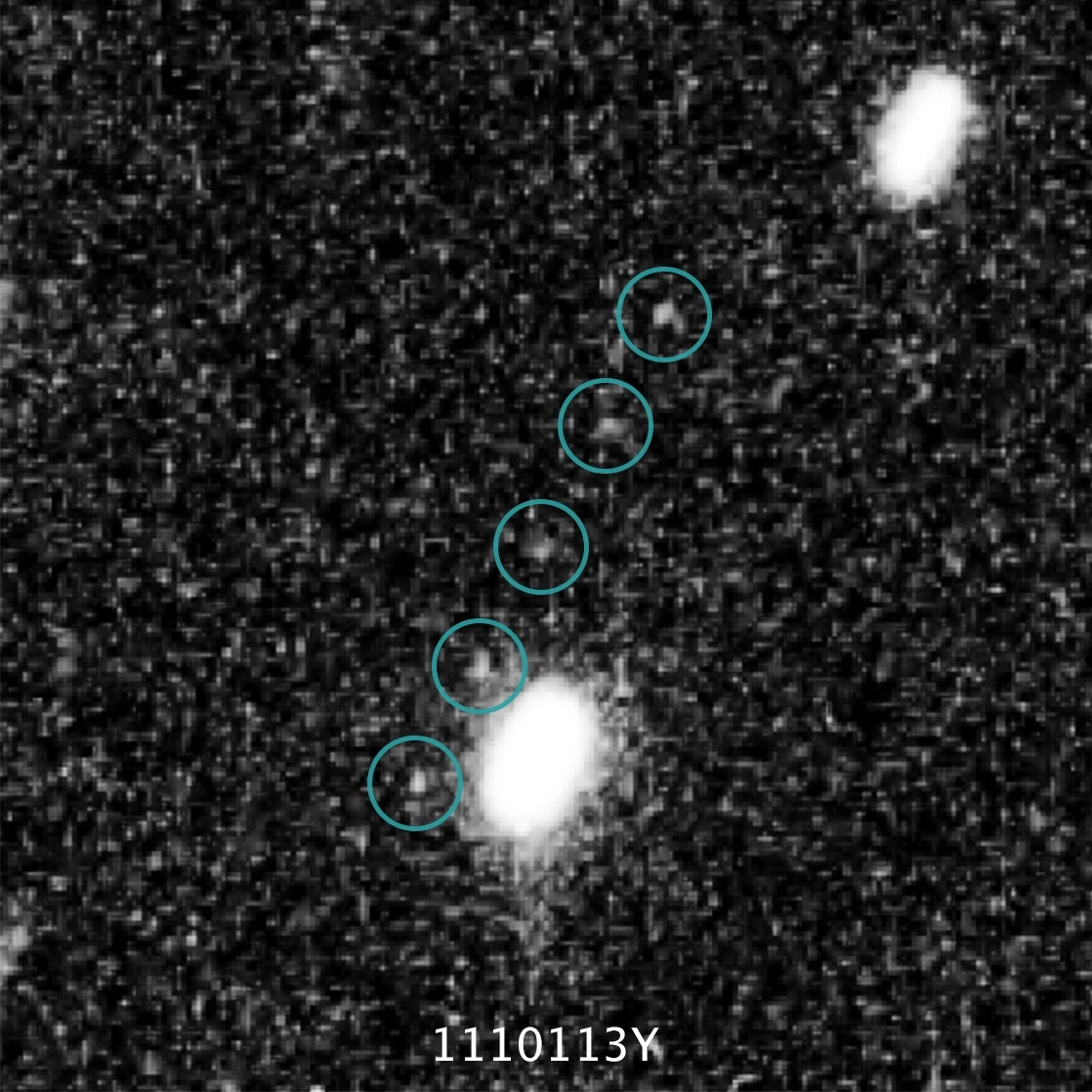
Superposition de cinq photographies de la découverte de l'objet transneptunien, prises le 24 juin 2014 par le télescope spatial Hubble, par intervalles de 10 minutes.

La découverte de (323) Brucia en 1891 par Max Wolf sur la base de clichés photographiques marque un tournant. Le rythme des découvertes s'accélère au cours des décennies suivantes. Cette méthode, progressivement améliorée, a été utilisée jusque dans les années 1990.
Le processus repose sur des photographies prises à intervalles réguliers (par exemple toutes les heures), à travers un télescope, d'une large région du ciel. Les photographies sont ensuite observées dans un stéréoscope par des techniciens qui recherchent des objets se déplaçant d'un cliché à l'autre. Le cas échéant, la position précise de l'objet est déterminée au microscope et envoyée à un organisme centralisant les différentes observations et chargé de calculer l'orbite et de déterminer s'il s'agit d'un objet nouveau ou déjà catalogué. Ce rôle centralisateur est tenu par le Centre des planètes mineures depuis 1947. L'introduction des ordinateurs, à partir des années 1950, a bien sûr grandement facilité ces phases de calculs d'orbites.

### Détection par méthode numérique
Le recours à la photographie numérique via des capteurs CCD marque une nouvelle révolution. Le processus général reste le même mais l'amélioration rapide des capteurs permet d'abaisser le niveau de sensibilité et donc la taille des objets détectés. La numérisation permet par ailleurs des traitements informatiques automatisés, de plus ou plus rapides et pointus au fur et à mesure de l'amélioration des puissances de calcul. Le programme Spacewatch est le premier à expérimenter ces techniques en 1984, suivi par le programme NEAT qui en modernise les outils et méthodes en 1995[réf. incomplète].
Depuis les années 2000, toutes les planètes mineures sont découvertes à travers ces systèmes numériques automatisés.

Découverte d'astéroïdes géocroiseurs par années et par programmes, entre 1995 et 2019.

| Programme                                            | Nationalité | Localisation télescope | Cible prioritaire | Nombre de planètes mineures numérotées | Période   |
| ---------------------------------------------------- | ----------- | ---------------------- | ----------------- | -------------------------------------- | --------- |
| Lincoln Near-Earth Asteroid Research (LINEAR)        | États-Unis  | Nouveau Mexique        | Géocroiseurs      | 149 099                                | 1997-2012 |
| Spacewatch                                           | États-Unis  | Arizona                |                   | 146 555                                | 1985-2016 |
| Mount Lemmon Survey                                  | États-Unis  | Arizona                | Géocroiseurs      | 62 535                                 | 2004-2016 |
| Near Earth Asteroid Tracking (NEAT)                  | États-Unis  | Hawaï et Californie    | Géocroiseurs      | 41 239                                 | 1995-2007 |
| Catalina Sky Survey (CSS)                            | États-Unis  | Arizona                | Géocroiseurs      | 27 633                                 | 1998-2016 |
| Lowell Observatory Near-Earth-Object Search (LONEOS) | États-Unis  | Arizona                | Géocroiseurs      | 22 332                                 | 1998-2008 |
| Pan-STARRS 1                                         | États-Unis  | Hawaï                  |                   | 6 395                                  | 2009-2016 |
| Wide-Field Infrared Survey Explorer (WISE)           | États-Unis  | Satellite              |                   | 4 096                                  | 2010-2015 |

## Méthodes d'analyse

### Observation directe au télescope
Du fait de leur petitesse ou de leur éloignement, l'observation directe des planètes mineures est longtemps restée impossible et reste encore aujourd'hui limitée aux plus gros objets. Ce sont le développement des systèmes d'optique adaptative équipant les grands télescopes et, parallèlement, le lancement du télescope spatial Hubble qui ont permis d'accéder aux premières images détaillées. La première image significative de (1) Cérès, plus gros astéroïde de la ceinture principale, n'est obtenue qu'en 1993. Ces observations (dites à haute résolution angulaire) permettent un accès direct à de nombreuses informations : forme, taille, période et axe de rotation, systèmes multiples, taches de couleur ou d'albédo... Une étude publiée en 2006 estimait qu'environ 200 astéroïdes de la ceinture principales seraient susceptibles d'être étudiés de cette manière.

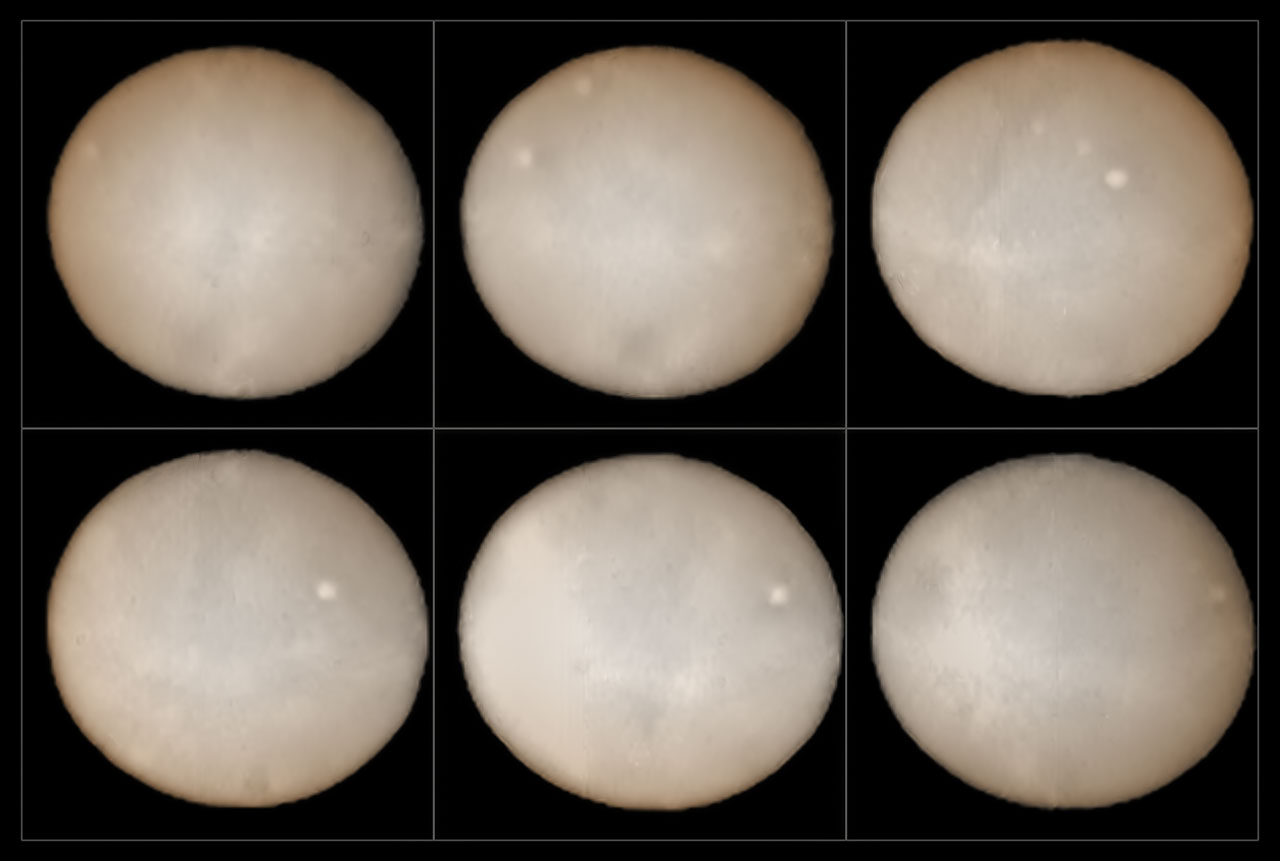
Images de (1) Cérès (D ~ 950 km) / VLT, 2015.
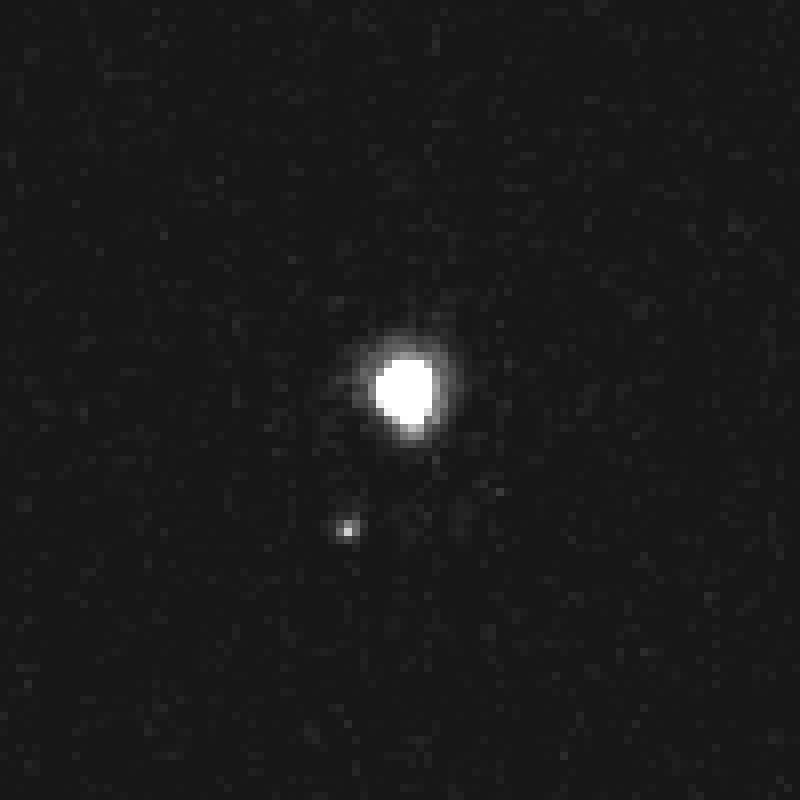
Image de (704) Interamnia, l'un des 10 plus grands astéroïdes de la ceinture principale (D ~ 330 km) / VLT, 2021.
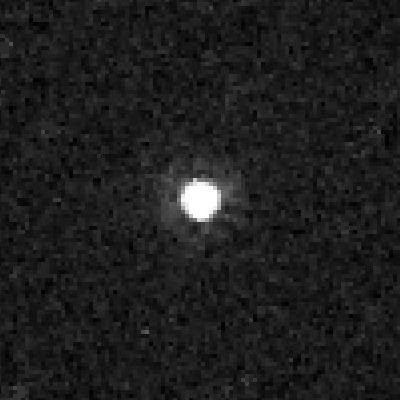
Image de (762) Pulcova, l'un des 100 plus grands astéroïdes de la ceinture principale (D ~ 137 km) / Hubble, 2005.
- Image de (28978) Ixion, l'un des 15 plus grands objets de la ceinture de Kuiper (D ~ 710 km) / Hubble, 2006.

### Astrométrie, photométrie, spectrométrie, polarimétrie
A défaut de pouvoir observer directement leur contour et leur surface, c'est, comme souvent en astronomie, l'étude de leur lumière qui donne accès à l'essentiel des connaissances, via différentes techniques d'analyse.

#### Astrométrie
L'astrométrie est la discipline qui vise à optimiser la connaissance des positions et des vitesses des corps célestes. Dans le cas des planètes mineures, il s'agit d'améliorer la précision des éléments orbitaux (demi-grand axe, excentricité, inclinaison...) et des éphémérides (prévision de leur trajectoire future). Ces données sont importantes pour étudier la stabilité de leurs trajectoires, les risques d'impact avec la Terre, les familles collisionnelles, l'effet Yarkovsky... ou encore pour prévoir les périodes favorables d'observation (opposition, passage au périhélie, possibilités d'étude par occultation stellaire...) ou pour la planification des explorations par des sondes. Des progrès réguliers ont été réalisés mais les plus récents (notamment ceux permis par le satellite Gaia) permettent même, depuis les années 2010, de déterminer la masse de plusieurs dizaines de planètes mineures par l'étude des petites perturbations des trajectoires (passage à proximité d'un autre astéroïde, influence des planètes).

#### Photométrie

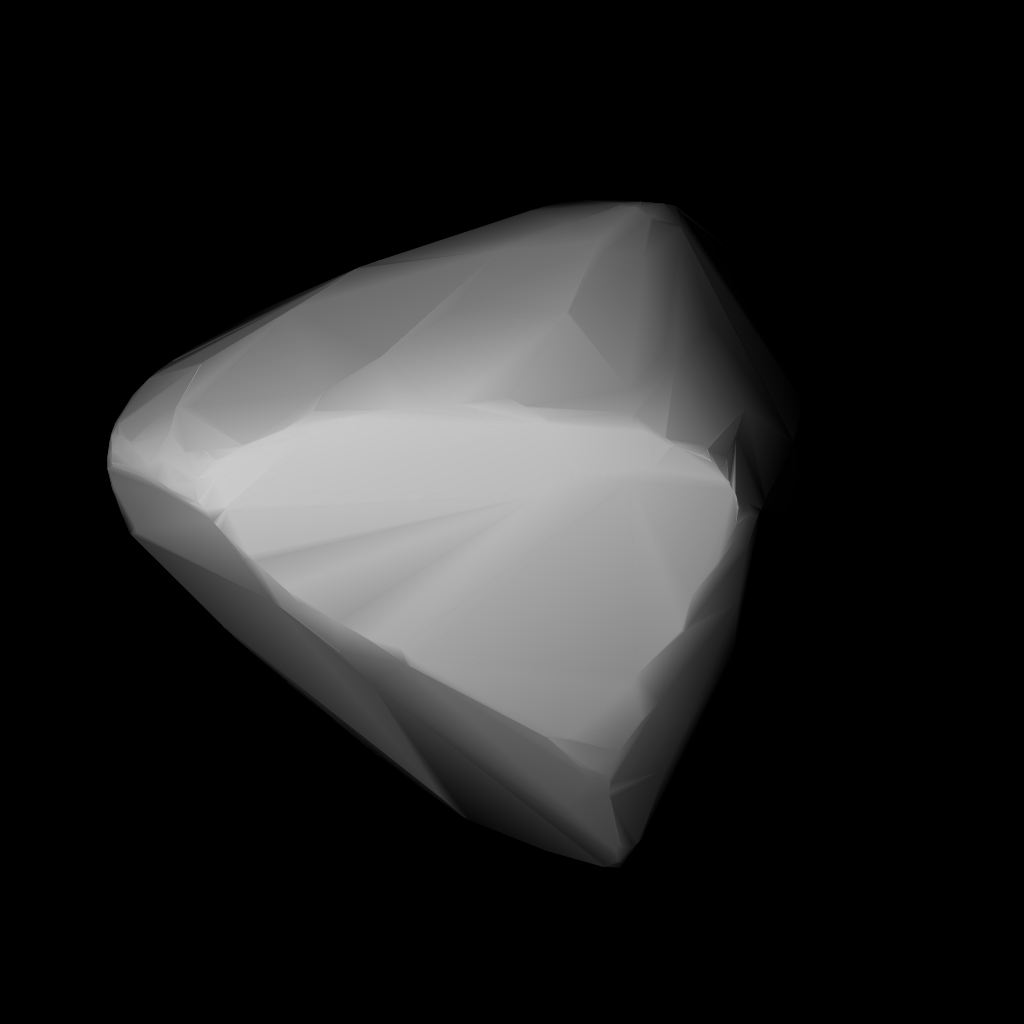
Forme convexe de l'astéroïde (1977) Shura estimée par la méthode d'inversion des courbes de lumières.

La photométrie (mesure de luminosité) est l'outil de base de l'étude des planètes mineures, le seul, avec l'astrométrie, à disposition jusque dans les années 1970, et toujours au cœur des données acquises par les grands relevés astronomiques modernes.
Elle donne de base accès à une bonne estimation de la magnitude absolue, seule donnée physique connue pour l'ensemble des planètes mineures. L'étude des courbes de phase (évolution de la luminosité selon l'angle d'éclairement par le Soleil) permet d'affiner la détermination de la magnitude absolue et d'étudier l'effet d'opposition, lui-même relié à l'albédo ou à la présence de régolithe.
À partir des années 1970, l'étude des courbes de lumière (évolution cyclique de la magnitude sur des périodes de quelques heures ou quelques jours) devient l'une des principales sources d'information sur les planètes mineures. Elle donne directement accès à la période de rotation de l'objet sur lui-même. Des traitements plus subtils permettent également de déterminer l'axe de rotation ou de repérer des systèmes binaires. Depuis les années 2000, la méthode dite d'inversion des courbes de lumière permet même d'accéder à des informations sur la forme (seulement l'enveloppe convexe et sans information de taille). Cette méthode est couteuse en temps d'observation mais peu exigeante en puissance de télescope, ce qui en a fait un champ actif de science participative (collaboration astronomes professionnels et amateurs). La comparaison de courbes de lumières obtenues depuis plusieurs décennies est également le principal moyen d'étudier l'influence de l'effet YORP. Les relevés astronomiques modernes (par exemple Gaia ou LSST) permettent l'acquisition de courbes de lumière dites éparses (reconstituées à partir d'observations distantes dans le temps), moins précises mais progressivement disponibles pour un très grand nombre d'objets.
On appelle spectrophotométrie l'étude des spectres de lumière à travers des méthodes photométriques, plus faciles à déployer que la spectrométrie proprement dite. La photométrie multibande (photométrie à travers différents filtres) est née dans les années 1950 avec la photométrie UBV. Les récents relevés astronomiques (par exemples SDSS, Pan-STARRS ou LSST dans le domaine visible, 2MASS, Spitzer, ou WISE dans l'infrarouge) multiplient sans cesse l'acquisition de nouvelles données, y compris pour les objets transneptuniens.

#### Spectrométrie
La spectrométrie est l'étude des spectres via leur acquisition détaillée sur une plage spectrale donnée. Elle nécessite des campagnes spécifiques (par exemple SMASSII dans les années 1990 pour le domaine visible ou IRTF dans les années 2000 pour le domaine infrarouge) qui ne concernent généralement que quelques centaines d'objets. C'est l'outil le plus performant pour obtenir des informations sur la composition des planètes mineures. C'est également à partir d'études statistiques sur les spectres ainsi obtenus qu'ont été élaborés les systèmes de classification spectrale.

#### Polarimétrie
La polarimétrie est l'étude de la polarisation de la lumière réfléchie par les corps du Système solaire (alors que celle qu'ils reçoivent du Soleil ne l'est pas). Son usage pour l'étude des planètes mineures émerge au début des années 1970. On étudie notamment la courbe de phase polarimétrique qui décrit l'évolution du degré de polarisation en fonction de l'angle de phase (angle d'éclairement du Soleil). Comme pour la courbe de phase photométrique, des liens existent avec l'albédo et avec d'autres propriétés de surface (taille des grains de régolithe, type spectral). Une loi empirique permet de déterminer l'albédo géométrique par polarimétrie mais cette méthode n'est utilisée que pour des études spécifiques ou complémentaires, la grande majorité des albédos étant aujourd'hui déterminés par radiométrie thermique infrarouge.

### Radiométrie thermique infrarouge

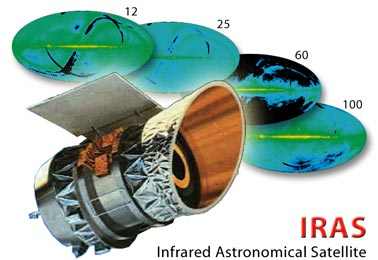
Satellite IRAS. Les valeurs 12, 25, 60 et 100 indiquent (en µm) les quatre bandes spectrales infrarouges explorées.

Outre la lumière réfléchie, on peut également étudier le rayonnement thermique émis par les planètes mineures à la suite de leur échauffement par le Soleil. Cette approche est surtout possible depuis l'avènement des télescopes spatiaux dédiés aux observations dans l'infrarouge moyen. On peut notamment citer le satellite IRAS (le premier, en 1983) et le satellite WISE (en 2010). Via le recours à un modèle de comportement thermique, les mesures de flux énergétique infrarouge permettent de déterminer les diamètres moyens (à environ 10% près) et albédos géométriques (à environ 20 à 30% près,). La grande majorité des diamètres et albédos ont été déterminés de cette manière (environ 2 000 en 1992 via les résultats de IRAS, environ 150 000 en 2012 via ceux de WISE).
Depuis les années 2000, les données à disposition permettent d'utiliser des modèles thermiques plus sophistiqués (dits modèles thermophysiques ou TPM), donnant accès à des informations sur l'inertie thermique ou la rugosité macroscopique (due aux cratères, rochers, fissures...) des planètes mineures, à une meilleure connaissance de leurs environnements thermiques, à des études plus précises des processus en jeu dans les effets Yarkovsky et YORP...

### Méthode des occultations

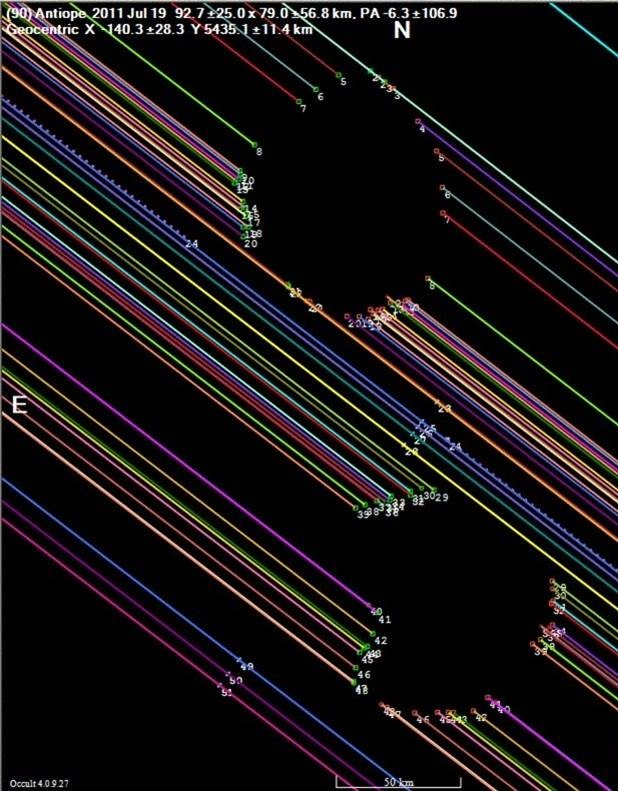
Étude par la méthode des occultations de l'astéroïde double (90) Antiope.

Le passage d'une planète mineure devant une étoile (phénomène fréquent et aujourd'hui bien prédit du fait d'une précision croissante sur les positions des étoiles et les trajectoires des planètes mineures) génère une occultation de l'étoile, comme une courte « extinction » de quelques secondes. Différentes mesures de l'instant et de la durée de l'occultation, réalisées depuis différents points d'observation, permettent de reconstituer le contour et la taille projetée de l'objet. En outre, l'observation d'au moins trois occultations d'un même objet permet d'en déterminer l’ellipsoïde équivalent et l'axe de rotation. Cette méthode nécessite de nombreuses observations simultanées via des petits télescopes mobiles, ce qui en fait un champ actif de science participative (collaboration astronomes professionnels et amateurs),. Cette méthode est notamment utilisée pour préparer l'envoi de sondes spatiales afin de préciser les informations obtenues via la courbe de lumière (forme convexe) ou par radiométrie infrarouge (diamètre moyen).

### Astronomie radar

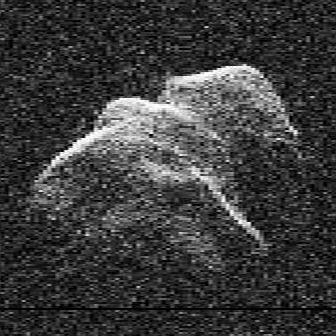
Image du géocroiseur (4179) Toutatis obtenue en 1996 via radiotélescopes de l'observatoire Goldstone.

Les techniques d'astronomie radar appliquées aux astéroïdes émergent progressivement durant les années 1970 et 1980. L'étude en 1989 de l'astéroïde (4769) Castalie est parfois citée comme jalon marquant de leur développement. Elles sont aujourd'hui suffisamment performantes pour s'appliquer aux petits astéroïdes géocroiseurs s'approchant de la Terre et aux plus gros astéroïdes de la ceinture principale. Elles permettent de sensiblement améliorer la connaissance des éléments orbitaux des astéroïdes géocroiseurs (position mesurée par délai d'écho et vitesse par effet Doppler) et donnent accès à des informations précises sur la forme, la taille et la rotation. Elles permettent également d'étudier l'effet Yarkovsky, ou l'effet YORP pour les astéroïdes tournant rapidement sur eux-mêmes.

### Exploration par des sondes spatiales

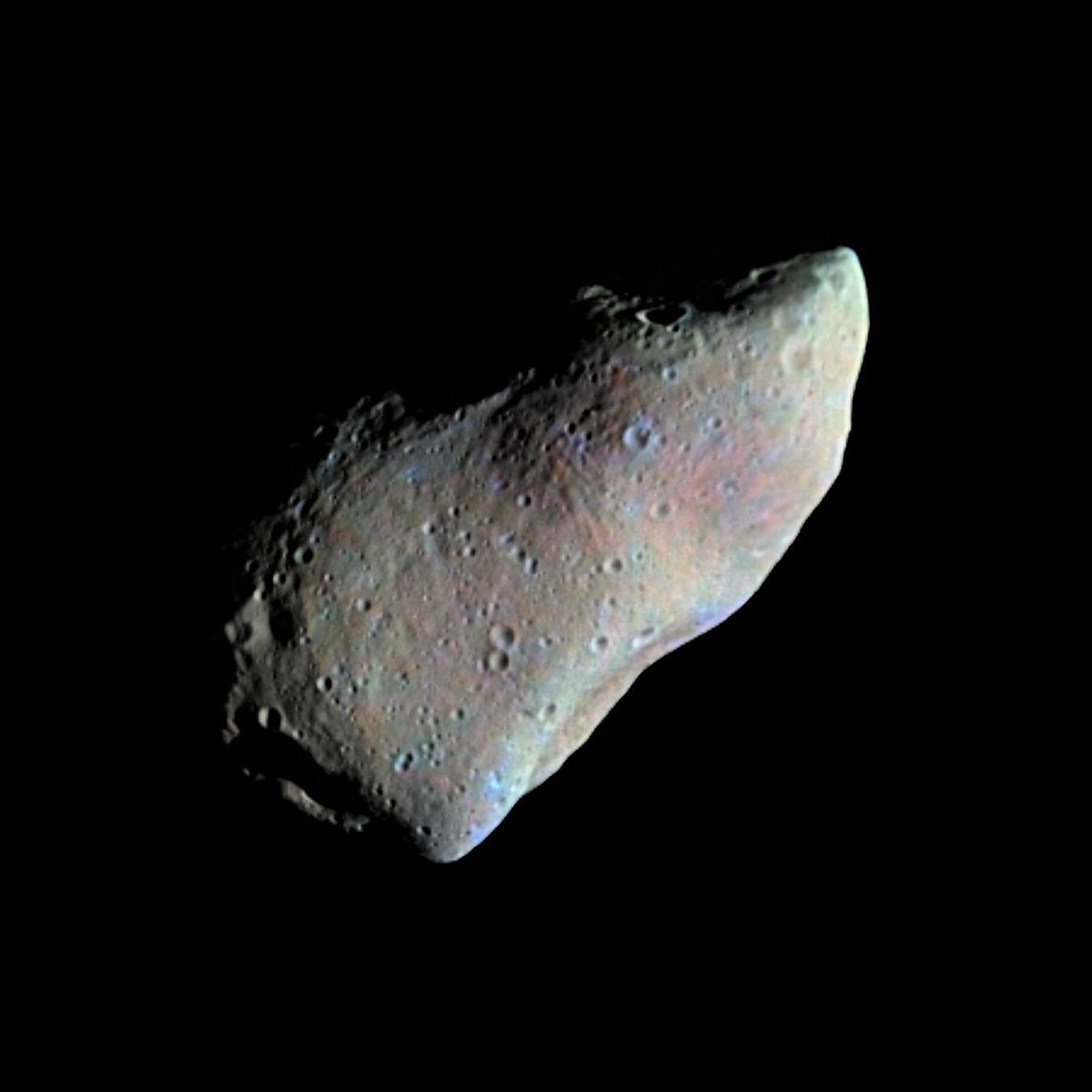
Découverte en 1991 des premières images détaillées d'un astéroïde (survol de (951) Gaspra par la sonde Galileo).

Le survol en 1991 par la sonde Galileo, lors de son transit vers Jupiter, de l'astéroïde (951) Gaspra est un évènement : on visualisait pour la première fois la forme et la surface d'un astéroïde. Quelques autres survols ont suivi avant un autre jalon important en 2000, l'entrée en orbitation autour de (433) Éros de la sonde NEAR Shoemaker. À ce jour (2023), une quinzaine de planètes mineures ont pu ainsi être observées, dont six astéroïdes étudiés par des orbiteurs et deux objets transneptuniens (Pluton et (486958) Arrokoth).

Retours sur Terre, en 2023, de la capsule contenant l'échantillon récolté par la sonde OSIRIS-REx sur l'astéroïde (101955) Bénou.

L'exploration par des sondes spatiales, y compris de simples survols, permet en premier lieu d'obtenir des mesures plus précises pour toutes les informations recueillies depuis la Terre ou les satellites : forme, taille, masse (par influence gravitationnelle de la planète mineure sur la sonde elle-même), densité, albédo, spectre, présence d'un éventuel satellite... Notamment dans le cas de sondes de type orbiteur, on peut accéder à diverses cartographies détaillées : relief (par télémétrie laser ou radar), champ gravitationnel, champ magnétique, températures... Des mesures par spectrométrie X ou gamma permettent également de caractériser finement la composition chimique et minéralogique.
Les images obtenues ainsi que diverses expériences (par exemple la création en 2019 d'un cratère sur (162173) Ryugu par le petit impacteur SCI de la sonde Hayabusa 2) ouvrent par ailleurs un nouveau champ d'étude portant sur la « géomorphologie » et la « géodynamique » des planètes mineures : disposition et propriétés de la régolithe, des cratères, des éventuels rochers, collines ou fissures, des éventuelles différences locales d'albédo ou de composition...
Un nouveau jalon majeur est aussi marqué par les premiers retours d'échantillons. Après les grains de poussière ramenés par la sonde Hayabusa en 2010, ce sont surtout les échantillons ramenés par les sondes Hayabusa 2 en 2020 et OSIRIS-REx en 2023 qui lancent véritablement ce nouveau champ d'études en laboratoires.

Exemples de détails « géologiques »
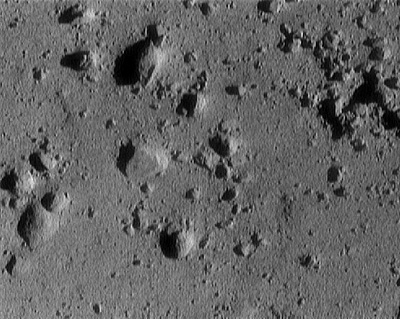
Régolithe sur (433) Éros (sonde NEAR Shoemaker, 2001).
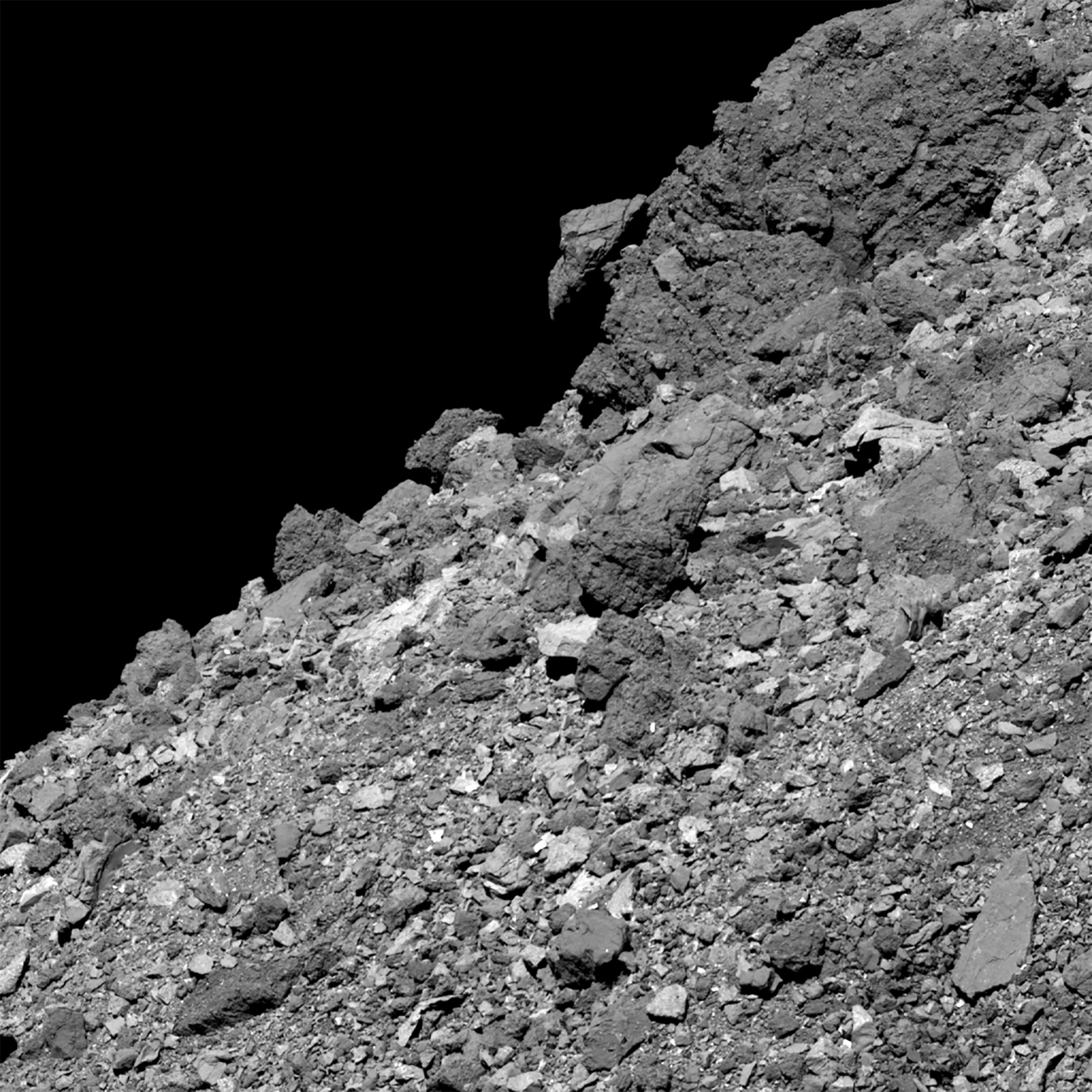
Rochers sur (101955) Bénou (sonde OSIRIS-REx, 2019).
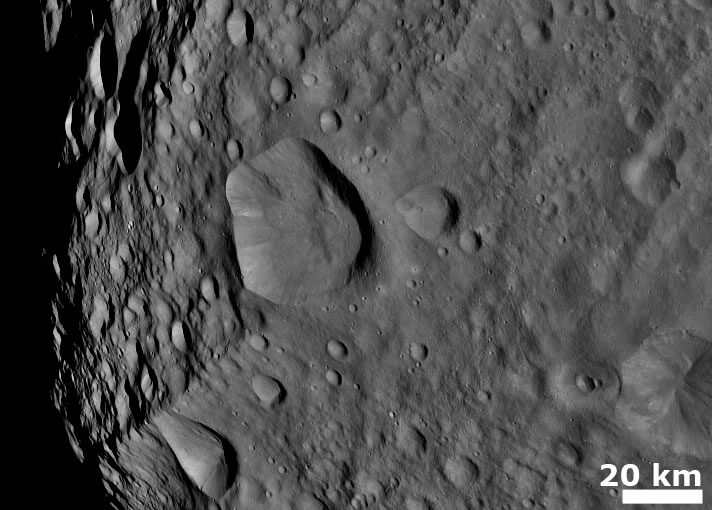
Cratères sur (4) Vesta (sonde Dawn, 2011).
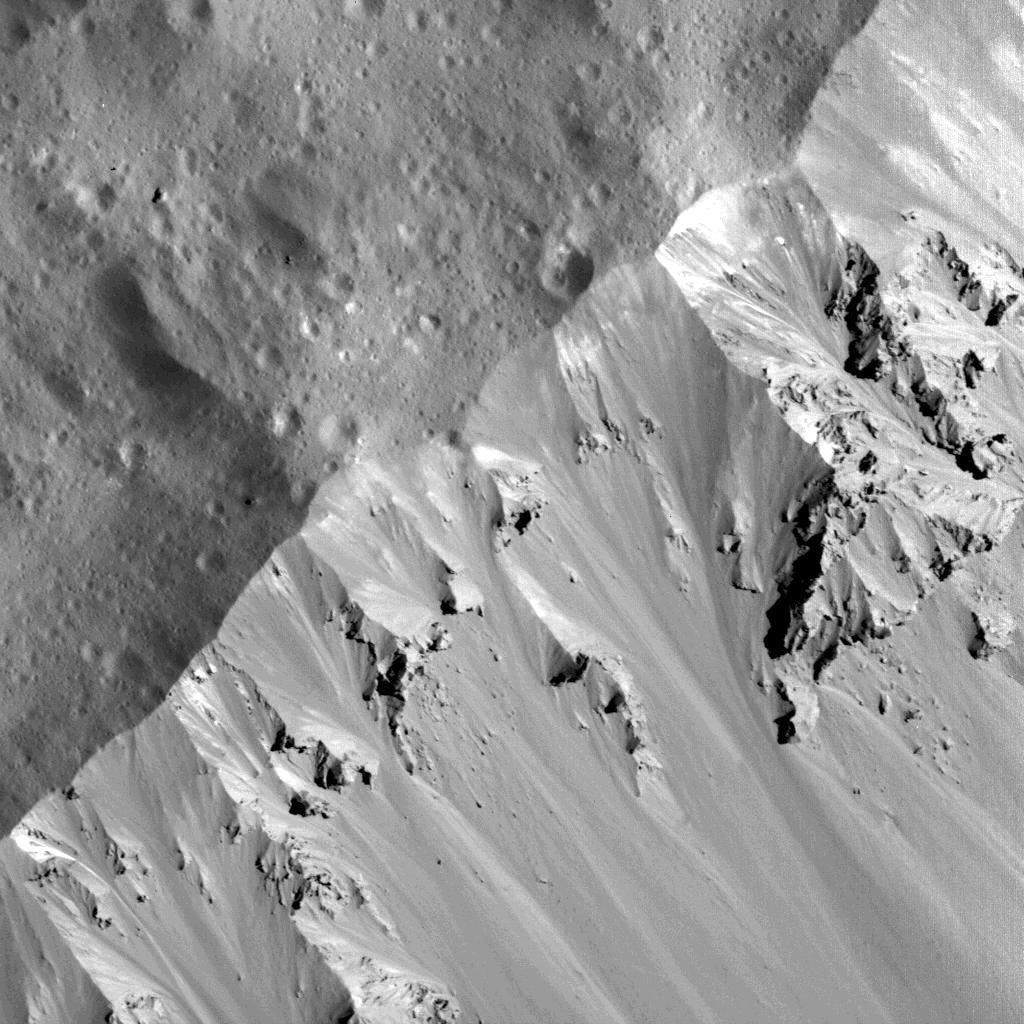
Flanc du cratère Occator sur (1) Cérès (sonde Dawn, 2018).
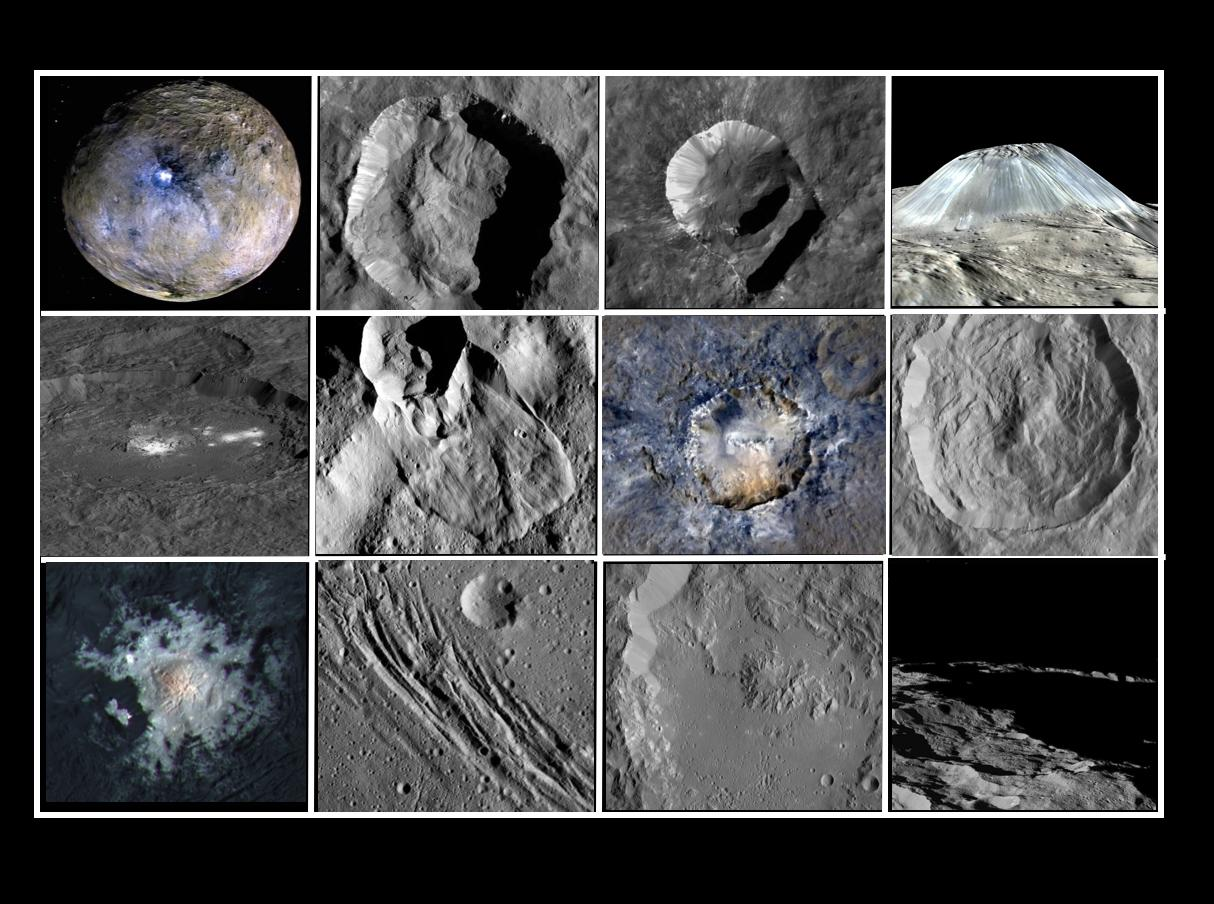
Reliefs remarquables sur (1) Cérès (sonde Dawn, 2015-2018).
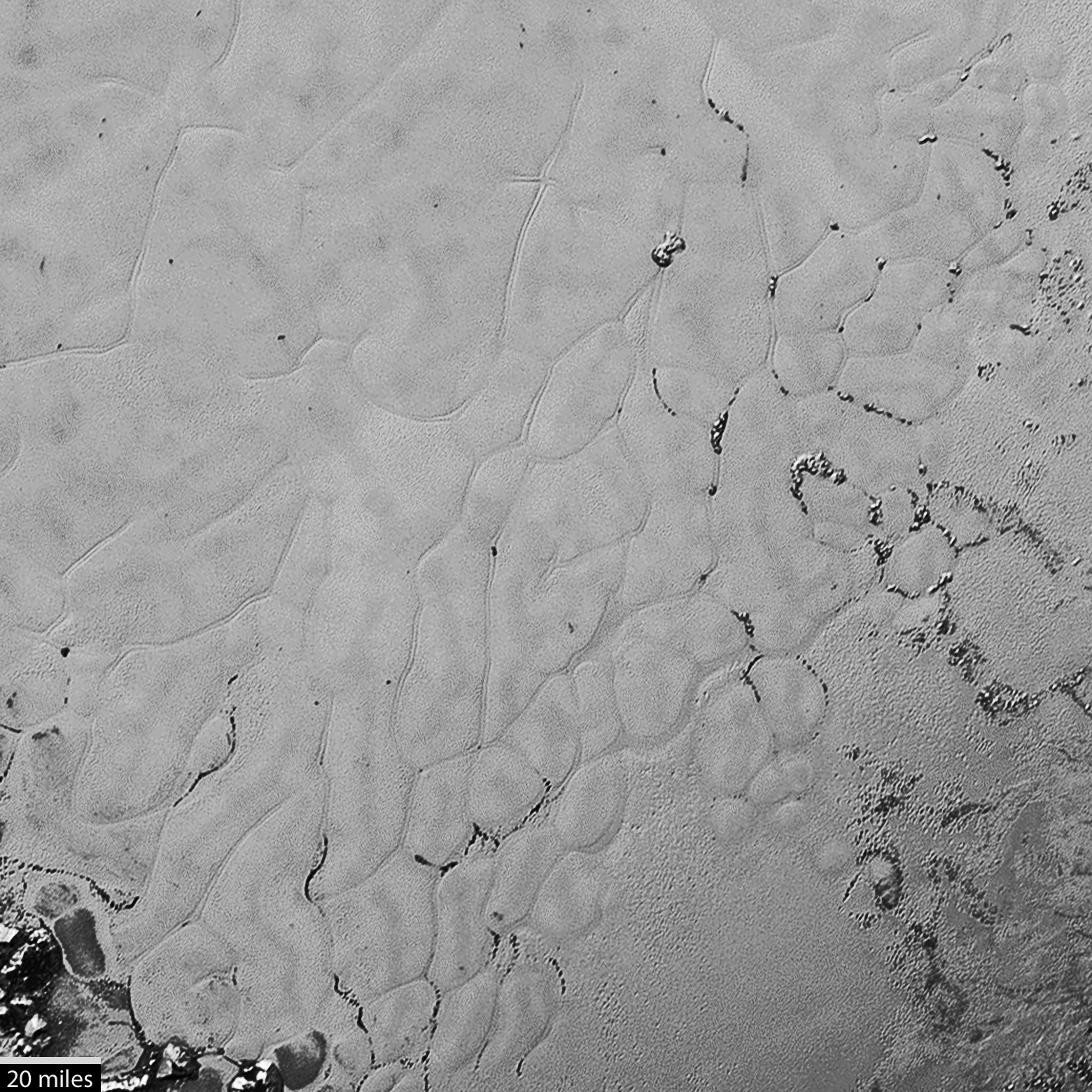
Plaine glacée Spoutnik sur Pluton (sonde New Horizons, 2015).

## Planètes mineures notables
La plupart des planètes mineures gravitent de manière anonyme dans la ceinture principale ou la ceinture de Kuiper. Quelques-unes accèdent toutefois à la notoriété, en particulier au regard de l'histoire des découvertes, d'une propriété atypique, de leur dangerosité pour la Terre, etc.
|                                   | Premières identifiées (année référencement) | Plus grandes (diamètre moyen) | Visitées par une sonde spatiale (mise à jour novembre 2023)                                                                                       | Référentes d'un groupe ou d'une famille |
| --------------------------------- | --- | --- | --- | --- |
| Ceinture principale et périphérie | Cérès (1801), Pallas (1802), Junon (1804), Vesta (1807), Astrée (1845)                                                                                | Cérès (946 km), Pallas, Vesta, Hygie (entre 400 et 550 km), Interamnia, Europe, Sylvia, Davida (entre 250 et 350 km)                           | Gaspra, Ida (et Dactyle), Mathilde, Annefrank, Šteins, Lutèce, Vesta, Cérès, Dinkinesh                                                            | Hungaria, Cybèle, Hilda, Alinda, Griqua (groupes) (+ nombreuses familles collisionnelles dont Phocée, Vesta, Flore, Éos, Eunomie, Coronis, etc.) |
| Troyens de Jupiter                | Achille (1906), Patrocle (1906) | Hector (environ 230 km) | (aucun à ce jour, 11/2023) | Eurybate, Ennomos (familles) |
| Astéroïdes géocroiseurs           | - Éros (1898), Albert (1911) pour les Amor - Apollon (1932), Adonis (1936) pour les Apollon - Aton (1976) pour les Aton - Atira (2003) pour les Atira | - Ganymède (environ 35 km), Don Quichotte, Éros (entre 15 et 20 km) pour les Amor - Sisyphe (environ 8 km) pour les Apollon                    | - Éros pour les Amor - Itokawa, Toutatis, Ryugu, Bénou, Didymos (et Dimorphos) pour les Apollon - (cf. également Braille, astéroïde aréocroiseur) | Atira, Aton, Apollon, Amor |
| Centaures et damocloïdes          | Hidalgo (1920) ou Chiron (1977) suivant critères, Damoclès (1991), Pholos (1992)                                                                      | Chariclo (environ 250 km) | (aucun à ce jour, 11/2023) | Damoclès (damocloïdes) |
| Objets transneptuniens            | Pluton (1930), Charon (1978), Albion (1992) | Pluton (2 376 km), Éris (2 326 km), Hauméa, Makémaké, Gonggong, Charon, Quaoar (entre 1 100 et 1 500 km), Sedna, Orcus (entre 900 et 1 100 km) | Pluton (et Charon), (486958) Arrokoth | Pluton (plutoïdes, plutinos), Albion = 1992 QB1 (cubewanos), Sedna (sednoïdes), Hauméa (famille)                                                 |

|                                                | Premières identifiées                                                                                                | Autres exemples |
| Groupes orbitaux particuliers                  | Groupes orbitaux particuliers                                                                                        | Groupes orbitaux particuliers |
| ---------------------------------------------- | --- | --- |
| Astéroïdes potentiellement dangereux           | (1862) Apollon (1932)                                                                                                | Hermès, Toutatis, Asclépios, Florence, Apophis, (144898) 2004 VD17 |
| Astéroïdes détectés avant leur chute sur Terre | 2008 TC3 (2008) (découvert 2 jours avant son impact)                                                                 | 2014 AA, 2018 LA |
| Troyens de la Terre                            | 2010 TK7 (2010) | (614689) 2020 XL5 |
| Coorbitaux de la Terre (hors troyens)          | (3753) Cruithne (orbite particulière identifiée en 1997)                                                             | (54509) YORP, (469219) Kamoʻoalewa, 2002 AA29, 2003 YN107, |
| Troyens de Mars                                | (5261) Eurêka (1990)                                                                                                 | (121514) 1999 UJ7 (unique troyen de Mars situé en L4) |
| Croiseurs des quatre planètes internes         | (1566) Icare (1949)                                                                                                  | (2212) Héphaïstos, (3200) Phaéton |
| Astéroïdes rétrogrades                         | (20461) Dioretsa (1999)                                                                                              | (514107) Ka‘epaoka‘awela, (65407) 2002 RP120 |
| Objets détachés de type sednoïdes              | (90377) Sedna (2003)                                                                                                 | 2012 VP113, 2015 TG387 |
| Orbites hyperboliques (objets interstellaires) | 1I/ʻOumuamua (2017) (seul identifié à ce jour, 04/2019)                                                              | / |
| Propriétés particulières                       | | |
| Planètes naines officielles                    | Cérès, Pluton, Éris (reconnaissance en 2006), Makémaké, Hauméa (reconnaissance en 2008)                              | / |
| Systèmes binaires                              | Pluton + Charon (1978) (transneptunien) (243) Ida + Dactyle (1994) (ceinture principale)                             | (136199) Éris + Dysnomie (transneptunien) (136472) Makémaké + S/2015 (136472) 1 (transneptunien) (50000) Quaoar + Weywot (transneptunien) (90482) Orcus + Vanth (transneptunien) (121) Hermione + S/2002 (121) 1 (ceinture principale) |
| Systèmes triples                               | (87) Sylvia + Romulus (2001) et Rémus (2005) (ceinture principale)                                                   | (136108) Hauméa + Hiʻiaka et Namaka (transneptunien) (45) Eugénie + Petit-Prince et S/2004 (45) 1 (ceinture principale) |
| Systèmes quadruples ou plus                    | Pluton + Charon (1978), Hydre (2005), Nix (2005), Kerbéros (2011) et Styx (2012) (seul identifié à ce jour, 04/2019) | / |
| Systèmes avec anneaux                          | (10199) Chariclo (anneaux découverts en 2014) (centaure)                                                             | (2060) Chiron (centaure), (136108) Hauméa (transneptunien) |
| Astéroïdes actifs                              | (7968) Elst-Pizarro (activité découverte en 1996)                                                                    | Chiron, LINEAR, Wilson-Harrington, Phaéton |
| Méthodes de détection et d'analyse             | | |
| Détection par méthode photographique           | (323) Brucia (Max Wolf en 1891)                                                                                      | |
| Détection par un satellite                     | (3200) Phaéton (satellite IRAS en 1983)                                                                              | |
| Analyse par radar                              | (4769) Castalie (analyse en 1989)                                                                                    | |
| Détection par un système automatisé            | (11885) Summanus (programme Spacewatch en 1990)                                                                      | (environ 95 % des planètes mineures référencées) |
| Observation par une sonde spatiale             | (951) Gaspra (sonde Galileo en 1991)                                                                                 | (voir tableau précédent pour liste exhaustive) |
| Observation par une sonde mise en orbite       | (433) Éros (sonde NEAR Shoemaker en 2000)                                                                            | (25143) Itokawa, (4) Vesta, (1) Cérès, (162173) Ryugu, (101955) Bénou |
| Analyse par retours d'échantillons             | (25143) Itokawa (sonde Hayabusa en 2010) (expérience unique à ce jour, 06/2019)                                      | (la sonde Hayabusa 2 a prélevé début 2019 des échantillons de (162173) Ryugu, avec retour sur Terre prévu pour fin 2020) |

| Propriétés orbitales extrêmes | Propriétés orbitales extrêmes |
| ----------------------------- | --- |
| Plus petit périhélie          | - Correspond aux objets s'approchant le plus du Soleil - Record détenu depuis 2005 par l'astéroïde de type Apollo 2005 HC4 : q ~ 0,07 ua (06/2019) - Autres objets avec q < 0,08 ua : 2017 TC1, 2008 FF5, 2017 MM7 (06/2019) - Records historiques : (1566) Icare (de 1949 à 1983, q ~ 0,19 ua), (3200) Phaéton (de 1983 à 1995, q ~ 0,14 ua)                    |
| Plus petit demi-grand axe     | - Record détenu depuis 2019 par l'astéroïde de type Atira 2019 LF6 : a ~ 0,56 ua (06/2019) - Autres objets avec a < 0,6 ua : 2016 XK24, 2019 AQ3 (06/2019) - Records historiques : (2100) Ra-Shalom (de 1978 à 1989, a ~ 0,83 ua), (99907) 1989 VA (de 1989 à 1994, a ~ 0,73 ua)                                                                                 |
| Plus petit aphélie            | - Correspond aux objets dont toute l'orbite reste au plus proche du Soleil - Record détenu depuis 2019 par l'astéroïde de type Atira 2019 AQ3 : Q ~ 0,77 ua (06/2019) - Autres objets avec Q < 0,8 ua : 2019 LF6 (06/2019) - Records historiques : (163693) Atira (de 2003 à 2004, Q ~ 0,98 ua, premier astéroïde découvert avec Q < qTerre)                     |
| Plus grand périhélie          | - Correspond aux objets dont toute l'orbite reste au plus loin du Soleil (et par suite de Neptune) - Record détenu depuis 2012 par le sednoïde 2012 VP113 : q ~ 80 ua (06/2019) - Autres objets avec q > 60 ua : (90377) Sedna, 2015 TG387 (06/2019) - Records historiques : (90377) Sedna (de 2003 à 2012, q ~ 76 ua, bien au-delà du record précédent ~ 47 ua) |
| Plus grand demi-grand axe     | - Record détenu depuis 2017 par le damocloïde 2017 MB7 : a ~ 3500 ua (06/2019) - Autres objets avec a > 1 500 ua : 2014 FE72, 2012 DR30 (06/2019) |
| Plus grand aphélie            | - Correspond aux objets (hors comètes) s'éloignant le plus du Soleil - Record détenu depuis 2017 par le damocloïde 2017 MB7 : Q ~ 7100 ua (06/2019) - Autres objets avec Q > 3 000 ua : 2014 FE72, 2012 DR30 (06/2019) |
| Plus grande excentricité      | - Record détenu depuis 2017 par le damocloïde 2017 MB7 : e ~ 0,9985 (06/2019) - Autres objets avec e > 0,995 : 2017 UR52, 2005 VX3, 2002 RN109 (06/2019) |

### Consultations de bases de données
- (en) Page MPC Database Search sur le site du Minor Planet Center :

1. ↑  Consultée le 27 avril 2019 avec critère « Period Min 50000 » (3 objets : 2012 DR30, 2014 FE72 et 2017 MB7).
2. ↑  Consultée le 27 avril 2019 avec critère « Jupiter Trojans » (7 227 objets).
3. ↑  Consultée le 28 avril 2019 avec critère « Perihelion Distance Min 50 » (8 objets).
4. 1 2 3 4 5 6 7 8 9 10 11 12 13  Consultée le 30 juin 2019.

- (en) Page JPL Small-Body Database Search Engine sur le site Solar System Dynamics du Jet Propulsion Laboratory :

1. ↑  Consultée le 27 avril 2019 avec critères « asteroids » (794 717 objets), « asteroids and e ≤ 0.2 » (596 047 objets), « asteroids and e ≥ 0.8 » (557 objets) et « asteroids and e ≥ 0.95 » (67 objets).
2. ↑  Consultée le 27 avril 2019 avec critères « asteroids » (794 717 objets), « asteroids and i ≤ 20 » (737 298 objets), « asteroids and i ≥ 60 » (233 objets) et « asteroids and i > 90 » (104 objets).
3. ↑  Consultée le 1er octobre 2023 avec critères "Atira" et "a < 0,387"  : 0 objet.
4. ↑  Consultée le 1er octobre 2023 avec critères "Atira" et "Q < 0,718" : 1 objet.
5. ↑  Consultée le 1er octobre 2023 avec critères "Atira" et "Q > 0,718" : 30 objets.
6. ↑  Consultée le 1er octobre 2023 avec critère "Atira + Aten + Apollo + Amor" : 32 974 objets.
7. ↑  Consultée le 1er octobre 2023 avec critère "Aten" : 2 590 objets.
8. ↑  Consultée le 1er octobre 2023 avec critère "Apollo" : 18 501 objets.
9. ↑  Consultée le 1er octobre 2023 avec critère "Amor" : 11 852 objets.
10. 1 2  Consultée le 1er octobre 2023 avec critère "Mars-crossing Asteroid" : 25 142 objets.
11. ↑  Consultée le 1er octobre 2023 avec critère "Inner Main-belt" : 28 161 objets.
12. ↑  Consultée le 1er octobre 2023 avec critère "Inner Main-belt + Main-belt + Outer Main-belt" : 1 236 817 objets.
13. ↑  Consultée le 1er octobre 2023 avec critères "Main-belt + Outer Main-belt" et "a < 3.27" : 1 195 813 objets.
14. ↑  Consultée le 1er octobre 2023 avec critères "Main-belt + Outer Main-belt" et "a > 3.27" : 12 843 objets.
15. 1 2  Consultée le 1er octobre 2023 avec critère "Jupiter Trojan" : 12 974 objets.
16. 1 2  Consultée le 1er octobre 2023 avec critère "Centaur" : 718 objets.
17. ↑  Consultée le 1er octobre 2023 avec critère "TransNeptunian Object" : 4 478 objets.
18. ↑  Consultée le 1er octobre 2023 avec critère "asteroids" : 1 313 232 objets.
19. ↑  Consultée le 27 avril 2019 avec critères « asteroids and i > 90 » (104 objets).
20. ↑  Consultée le 3 avril 2019 avec critères « parabolic asteroid or hyperbolic asteroid » (1 objet : 1I/ʻOumuamua).
21. ↑  Consultée le 18 aout 2023 avec critères "asteroids" et "rot_per >= 1200" : 53 objets dont record pour (52534) 1996 TB15 avec une période de rotation estimée à 200 jours.
22. ↑  Consultée le 18 aout 2023 avec critères "asteroids" et "rot_per <= 0.0166" : 48 objets dont record pour 2020 HS7 avec une période de rotation estimée à 3 secondes.
23. ↑  Consultée le 27 avril 2019 avec critères « Atira or Aten or Apollo or Amor » (20 021 objets).
24. ↑  Consultée le 27 avril 2019 avec critère « Atira » (19 objets). Remarque : la base de données du MPC donne le nombre de 34 ; la différence provient du fait que le MPC retient le critère Q < 1 alors que le JPL utilise le critère plus strict Q < qTerre = 0,983.
25. ↑  Consultée le 27 avril 2019 avec critère « Aten » (1 508 objets).
26. ↑  Consultée le 27 avril 2019 avec critère « Apollo » (10 996 objets). Remarque : la base de données du MPC indique environ 10 000 objets ; la différence provient d'un critère légèrement différent sur le périhélie des objets, ce qui déplace la frontière entre apollons et amors.
27. ↑  Consultée le 27 avril 2019 avec critère « Amor » (7 498 objets). Remarque : la base de données du MPC indique environ 8 500 objets ; la différence provient d'un critère légèrement différent sur le périhélie des objets, ce qui déplace la frontière entre apollons et amors.
28. ↑  Consultée le 6 avril 2019 avec critères « parabolic asteroid or hyperbolic asteroid » (1 objet : 1I/ʻOumuamua).
29. ↑  Consultée le 30 juin 2019.

- (en) Page Lists and Plots: Minor Planets sur le site du Minor Planet Center :

1. 1 2  Liste MPC Archive Statistics / Orbits And Names consultée le 26 février 2019.
2. 1 2 3  Liste List Of Transneptunian Objects consultée le 17 juin 2019 : 2 553 objets pour l'ensemble de la ceinture de Kuiper.
3. ↑  Listes List Of Centaurs and Scattered-Disk Objects (684 objets avec a > 30,1 ua) et List Of Other Unusual Objects (51 objets avec a > 30,1 ua) consultées le 17 juin 2019.
4. ↑  (en) Listes List Of Neptune Trojans, List Of Uranus Trojans, List Of Martian Trojans et List Of Earth Trojans consultées le 3 avril 2019.
5. ↑  (en) Liste Minor Planet Discoverers consultée le 27 avril 2019.
6. ↑  (en) Liste List Of Martian Trojans consultée le 6 avril 2019.